# Carbonia
Carbonia ( IPA: [karˈbɔnja], Carbónia o Crabónia in sardo) è un comune italiano di 25 479 abitanti, capoluogo della provincia del Sulcis Iglesiente assieme a Iglesias.
Principale centro abitato del Sulcis, Carbonia è la nona città in Sardegna per numero di abitanti, nonché la più popolosa della provincia e in generale dell'intero sud-ovest sardo. Il centro nacque negli anni trenta del Novecento per ospitare le maestranze impiegate nelle miniere di carbone che furono avviate in quegli stessi anni nel territorio dal regime fascista per sopperire alle necessità energetiche dell'Italia negli anni dell'autarchia. In particolare Carbonia, il cui nome indica letteralmente il luogo o la terra del carbone a testimonianza della sua vocazione mineraria, fu costruita a ridosso della miniera di Serbarìu, sostituendo l'omonimo comune ottocentesco, il cui borgo è ora completamente inglobato come rione sud-orientale della città.
Terminata l'epopea mineraria, Carbonia è diventata centro di servizi per il territorio, basando la sua economia principalmente sul settore terziario e sull'industria, grazie alla vicina area industriale di Portovesme, nel comune di Portoscuso.

## Geografia fisica

### Territorio

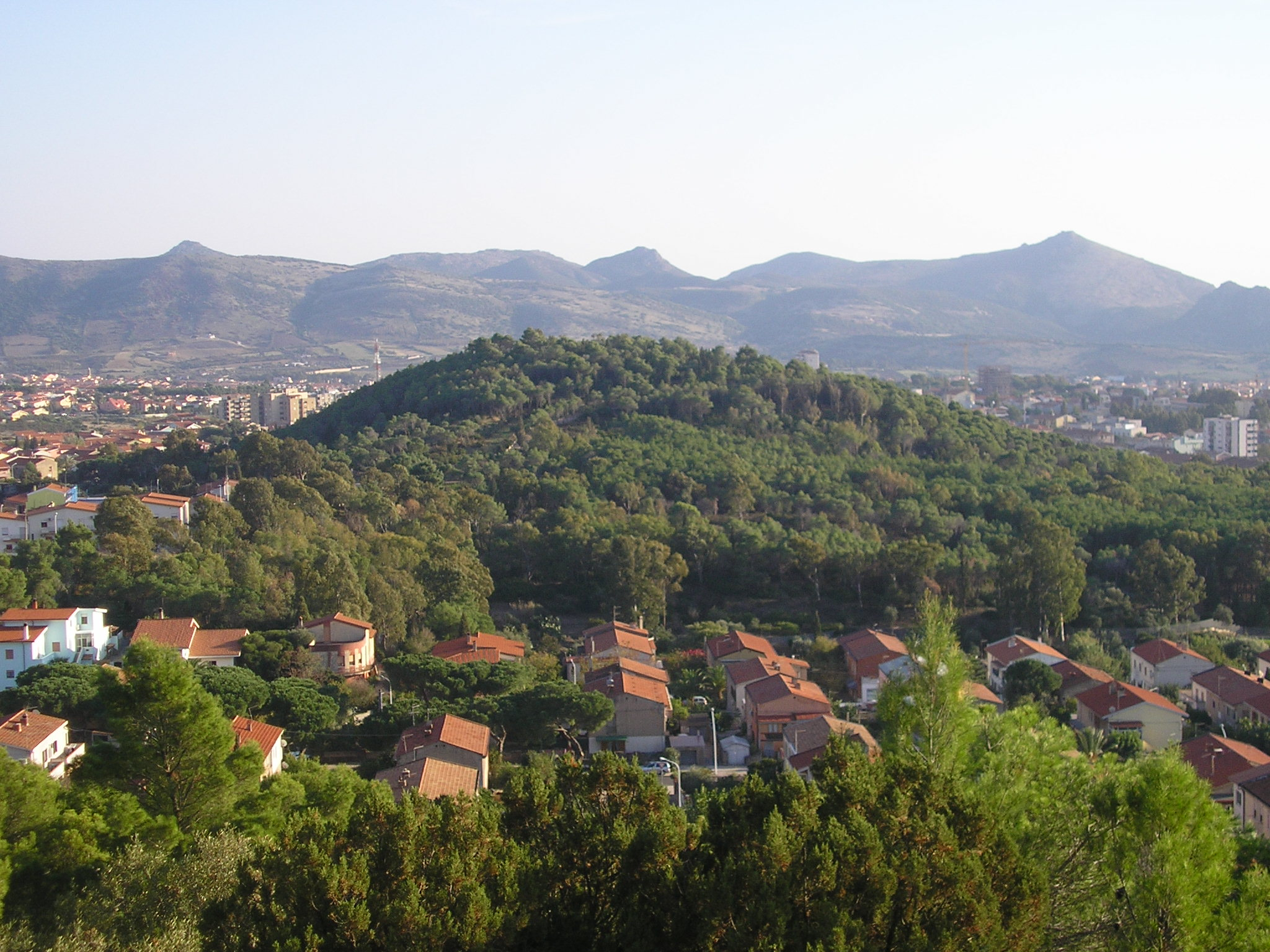
Il monte Rosmarino visto da monte Leone

Carbonia è uno dei principali centri urbani presenti nel sud-ovest della Sardegna. La città è situata nella storica regione del Sulcis, precisamente nella parte settentrionale, denominata Alto Sulcis, in passato a vocazione mineraria. Carbonia si trova a circa 65 km a ovest di Cagliari.

#### Orografia
La morfologia del territorio è in buona parte di bassa collina e pianura, con rilievi di altitudine modesta (tra i quasi 500 metri del colle più elevato del comune alla decina di metri del punto più basso del territorio comunale), che nonostante ciò vengono impropriamente denominati monti, tra cui monte Sirai (da cui si può ammirare un panorama sulla laguna di Sant'Antioco e sull'arcipelago del Sulcis (isole di Sant'Antioco e di San Pietro), monte Tàsua, monte Crobu, monte San Giovanni, monte Leone e monte Rosmarino. Il colle più elevato nel comune è il monte San Michele Arenas (in sardo Santu Miali), alto 492 m s.l.m.. Su questo colle, dove si può ammirare un vasto e notevole panorama di buona parte del territorio sulcitano costiero e montano, nei pressi dei ruderi della chiesetta di San Michele (ormai scomparsa e forse di origine bizantina), il ricercatore nonché generale Alberto La Marmora pose nel 1839 un punto geodetico centrale e principale per la Sardegna sud-occidentale con collegamenti maggiori (a nord con il monte Linas, a sud-est con Punta Sebera, a sud con capo Teulada, a sud-ovest con l'isola del Toro e ad ovest con Guardia dei Mori nell'isola di San Pietro) e altri collegamenti minori con altri punti del territorio.
Tra i rilievi presenti nel territorio comunale carboniense si ricordano:
- Monte San Michele Arenas (in sardo monti Santu Miali) m. 492[21]
- Monte Tàsua (cioè alaterno, albero del tasso) m. 455[21]
- Monte Cuccu Marrocu m. 408[21]
- Monte San Giovanni (in sardo monti Santuani) m. 332[21] (in parte nel territorio di San Giovanni Suergiu[21])
- Monte Onixeddu (o Donixeddu, cioè donicello) m. 329
- Monte Corona Sa Craba (cioè recinto di pietra della capra) m. 328
- Monte Leone, noto anche come monte Lurdagu Mannu[21] (cioè grande acquitrino o pantano) m. 280[21]
- Monte Crobu (già conosciuto come monte Corvo) m. 271[21]

#### Idrografia

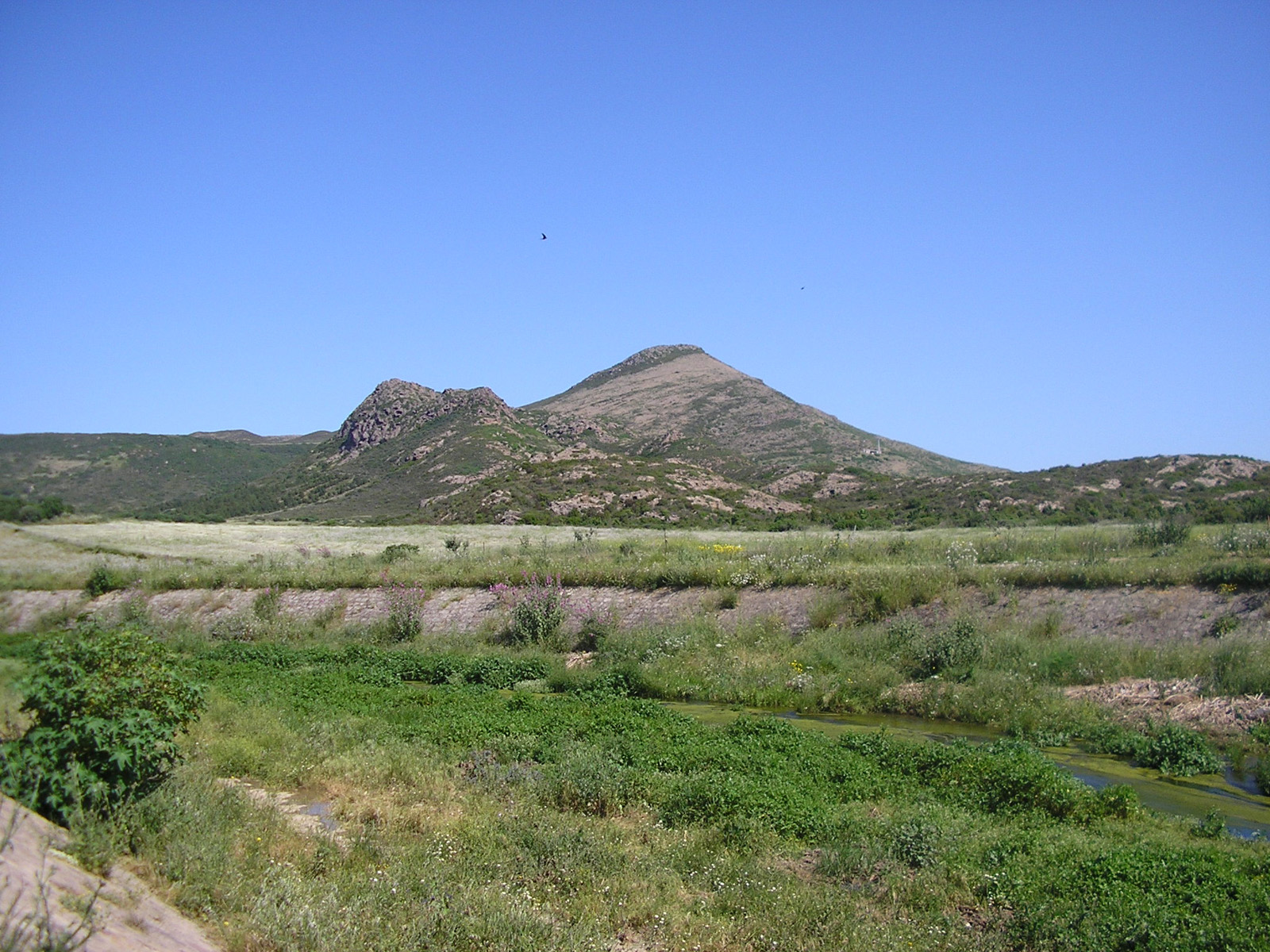
L'alveo del rio Santu Milanu con sullo sfondo i monti Crobu (a sinistra) e San Giovanni (a destra)

Dal punto di vista idrografico il comune comprende basilarmente due bacini principali ed altri corsi minori, con l'abitato che è attraversato a sud dal rio Santu Milanu e ad est dal suo affluente rio Cannas (ovvero "rio delle canne"), due corsi d'acqua a carattere torrentizio come la prevalenza dei corsi d'acqua nel territorio carboniense, i cui alvei (canalizzati nel centro abitato) sono in secca per buona parte dell'anno e terminano nella laguna di Sant'Antioco. Il rio Santu Milanu o Santu Millanu (che significa rio "San Gemiliano", santo del I o II secolo d.C. originario di Cagliari) era denominato nelle carte catastali dell'Ottocento riu Bau Baccas ("guado delle vacche"). Ad essi si aggiunge il rio Flumentepido (che significa fiume tiepido, dalla vicinanza del suo corso alle sorgenti ipotermali di Aquas Callentis, ovvero "acque calde" in sardo), che scorre poco più a nord all'esterno del centro urbano di Carbonia e che attraversa alcune delle frazioni del comune. Scorre per un breve tratto nel territorio comunale anche il rio Cixerri (idronimo che deriverebbe da "sicherru", secco), uno dei principali corsi d'acqua della Sardegna meridionale avente foce nello stagno di Cagliari. Tra i corsi d'acqua minori si segnalano i rii Gutturu Nieddu e Is Ulmus, nei pressi degli omonimi colli.

### Sismicità
- Classificazione sismica: zona 4 (sismicità irrilevante), Ordinanza PCM n. 3274 del 20/03/2003[25]

### Clima

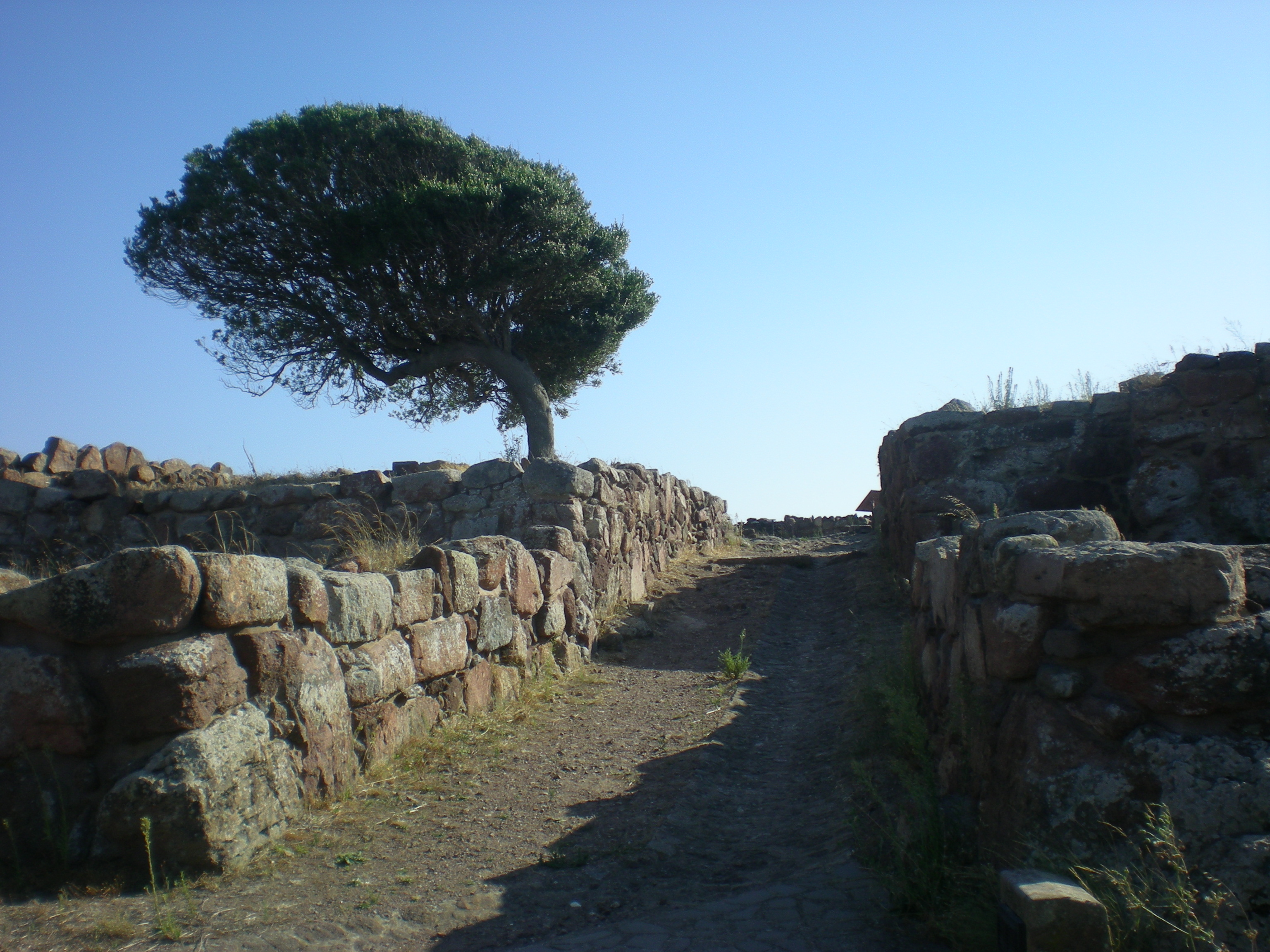
Albero piegato dal maestrale a Monte Sirai. I venti da nord ovest sono dominanti nell'area

Il clima è di tipo mediterraneo, con temperature che variano tra i 10° medi di gennaio alle punte di 36° a luglio e precipitazioni di norma contenute e comprese tra l'autunno e la primavera, mentre in estate si registrano frequenti fenomeni di siccità. In generale il territorio è influenzato dai venti che sono quasi sempre presenti; in particolare predomina il maestrale che ha l'effetto di mitigare la calura estiva ma che nelle altre stagioni non di rado provoca parecchi danni per le sue forti raffiche, che possono tranquillamente superare i 100 km/h.
- Classificazione climatica: zona C, 922 GG[27]

## Storia

### Il periodo antecedente la fondazione della città

#### Dal periodo preistorico fino al dominio spagnolo
Pur essendo la città di Carbonia una delle più giovani d'Italia il suo territorio, corrispondente a buona parte del dismesso bacino carbonifero del Sulcis, è ricco di numerose testimonianze preistoriche e storiche, relative alle civiltà e alle popolazioni presenti in questa zona della Sardegna. Nel territorio di Carbonia è attestata la presenza di una delle più antiche civiltà preistoriche della Sardegna, denominata di "Su Carroppu", risalente al Neolitico Antico (5700 – 5000 a.C.), che prende nome dall'omonimo riparo sottoroccia, già frequentato nel Mesolitico, vicino all'antica borgata agro-pastorale di Sirri, a nord-est del centro urbano di Carbonia. Successivamente diverse civiltà preistoriche (partendo dal Neolitico Medio fino all'Età del ferro) si affermano in questo territorio, documentate dai reperti archeologici in numerose grotte e in siti del comune, tra i quali si ricordano le grotte "dell'Ospedale", la "di Barbusi", la grotta sepolcrale "Baieddus de Sa Sedderenciu" o eneolitica di "Su Cungiadeddu de Serafini" a Tanì, la "grotta di Serbariu", quelle "di Polifemo", "Sa Dom'e S'Orcu", "Sa Turrita", "della Campana", "della Volpe" e "A.C.A.I. – valle Rio Cannas".

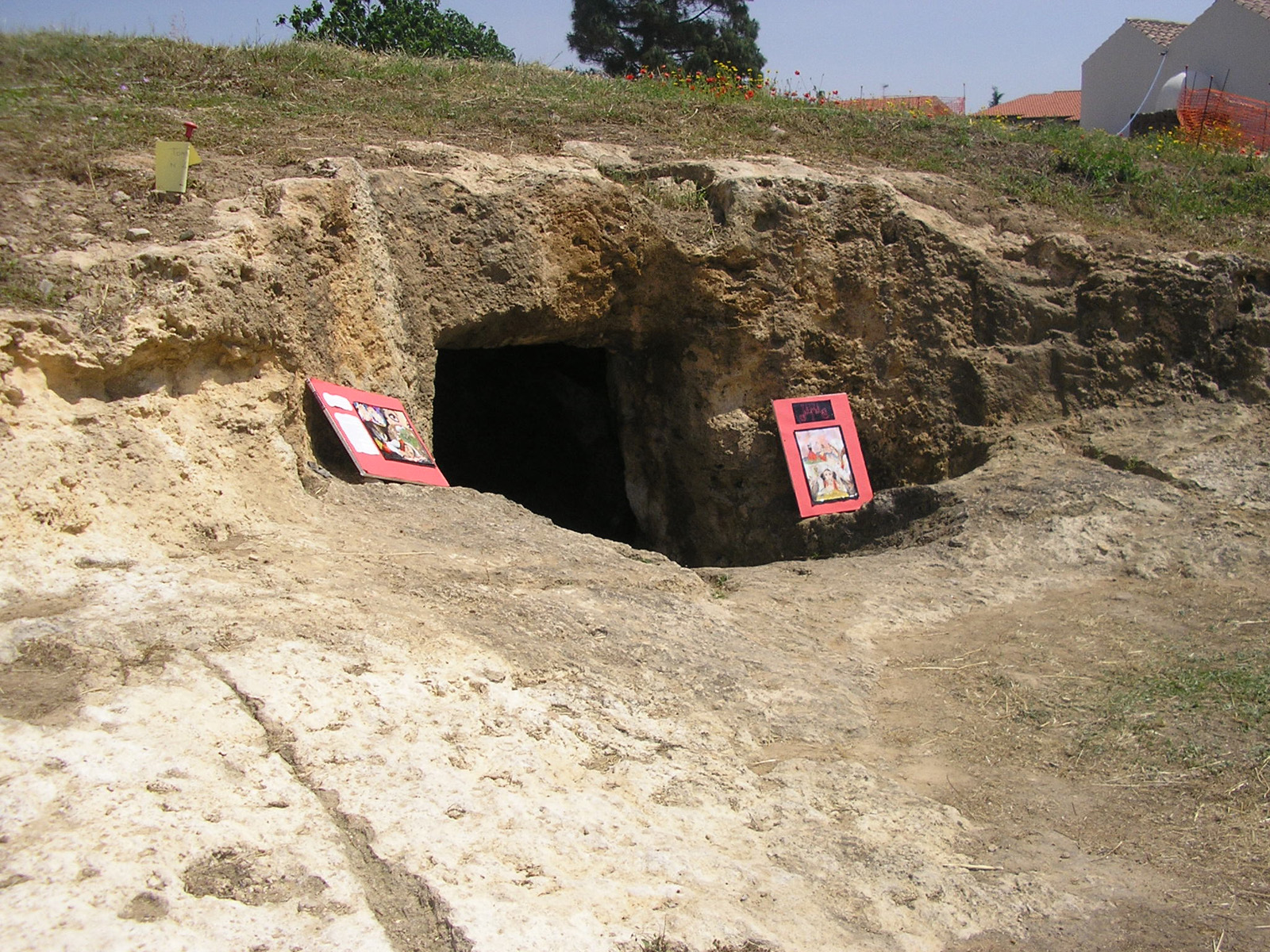
Una delle domus de janas di Cannas di Sotto. La necropoli si trova all'interno del nucleo urbano della città, circondata da una zona residenziale

Ulteriori testimonianze di questo popolamento del territorio carboniense a quell'epoca si ritrovano nelle tipiche necropoli prenuragiche a domus de janas di “Cannas di Sotto”, “Cùccuru Su Cardolinu de monte Crobu” e “Corona Maria” (a nord di Cortoghiana), “Is Arrùs de Riu Anguiddas” e “S'Ega de Is Elmas” a ovest di Cortoghiana; nei siti abitativi di Barbusi – rio Flumentepido, negli insediamenti del “poliambulantorio – valle rio Cannas” e nel riparo sottoroccia di “Coderra”.
Del periodo nuragico è attestata la presenza di questa civiltà in diversi siti, alcuni di notevole importanza come il complesso del nuraghe Sirai (fortezza e abitato), tra i quali si ricordano tra i più rilevanti il nuraghe "Mianu", il "Mitzotus", il "Paristeris", il nuraghe "Piliu", ed il "Su Conti" nell'omonimo medau. In totale si possono contare più di quindici nuraghi e oltre dieci domus de janas disseminate nel territorio comunale.

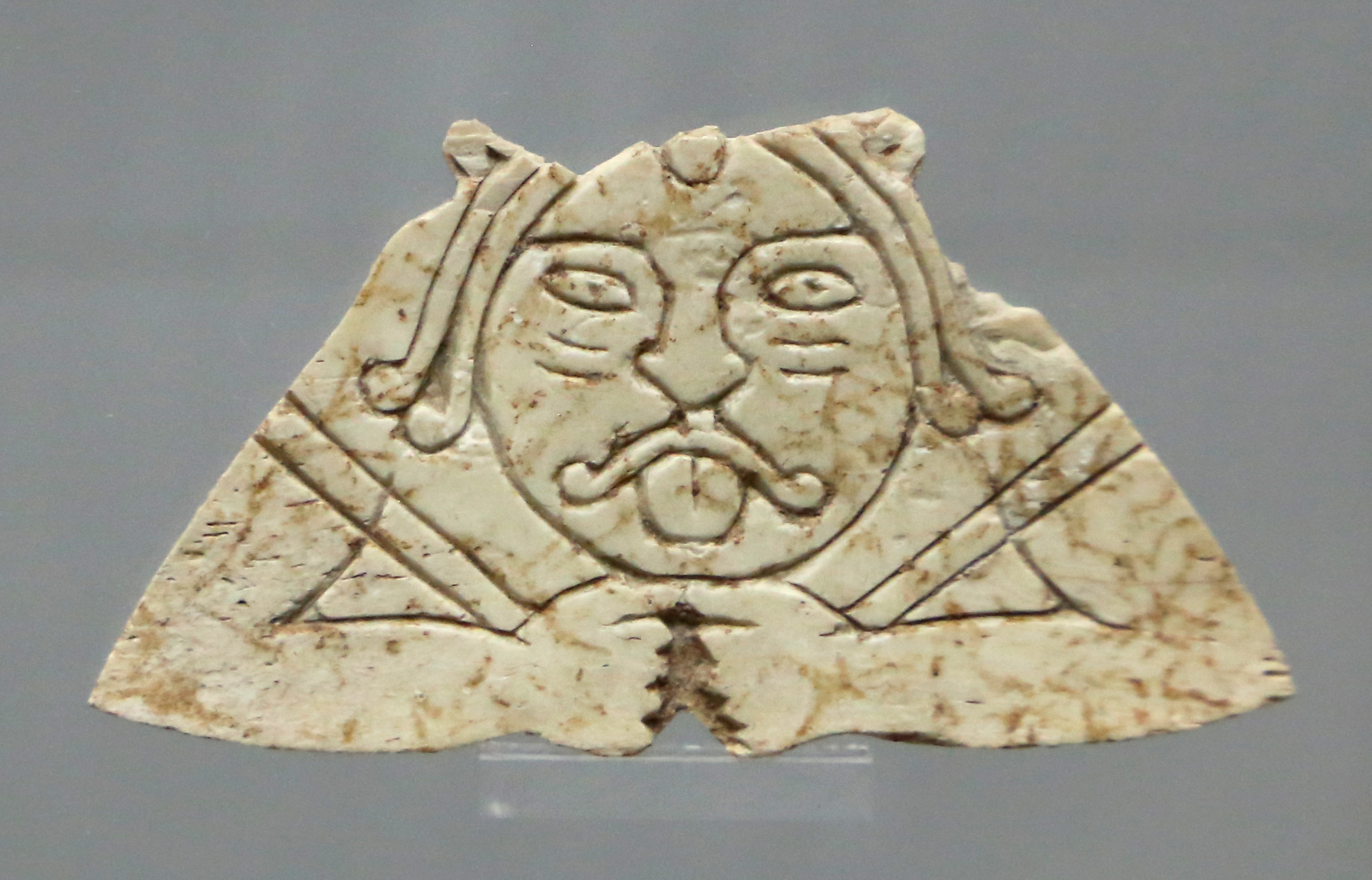
Placchetta in osso con divinità maschile (Bes)

Della successiva civiltà fenicia e punica è documentata la presenza nell'importante insediamento di monte Sirai, già nuragico e poi romano, e in altri siti minori presenti nel territorio comunale. La presenza della dominazione di Roma risulta documentata in numerosi siti archeologici minori del comune di Carbonia, e si riscontra nei reperti ritrovati in tombe e in luoghi abitati, costituite da ville in campagna e da mansiones (stazioni di posta) lungo la strada romana che da "Carales" (Cagliari) si dirigeva verso "Sulki" (presso l'attuale Sant'Antioco), che attraversava il territorio carboniense.

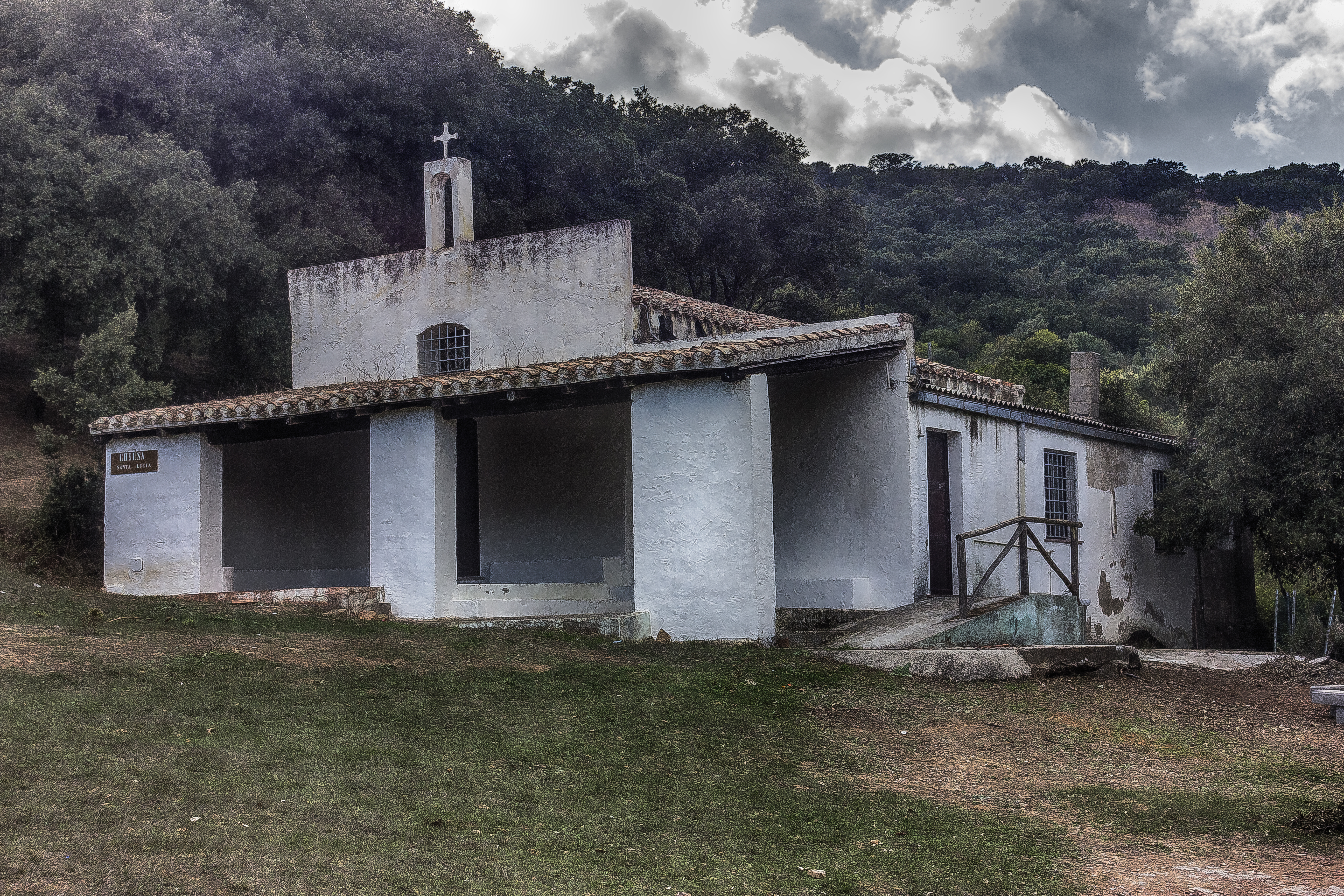
La chiesa di Santa Lucia a Sirri

Il periodo medioevale, quando la zona era compresa nella curatoria del Sulcis appartenente al giudicato di Cagliari, risulta documentato non solo da fonti storiche che citano località di questo territorio, ma soprattutto nelle vecchie chiese, presenti e relative alle antiche "biddas" (ville), oggi incluse nel comune di Carbonia, come l'antico monastero di Santa Maria di Flumentepido, la chiesetta di Santa Barbara di Piolanas, la chiesetta di Santa Lucia di Sirri, le rovine della chiesetta (di probabile origine bizantina) di San Michele, nell'omonimo colle in località "Is Arenas", le rovine delle chiesette di Santa Maria di Barega, Santa Giuliana e di Santa Maria di Sirri, e, infine, le distrutte (e poi ricostruite in sito diverso) chiese parrocchiali di San Narciso di Serbariu e di Santa Maria delle Grazie di Barbusi. A partire dalla seconda metà del XIV secolo,     nel periodo di passaggio dal dominio dei della Gherardesca gherardiani a quello successivo aragonese, il territorio oggi del comune, come accadde nella maggior parte dei comuni della zona, venne abbandonato a causa delle epidemie di peste e delle devastazioni portate dal lungo conflitto tra giudicato di Arborea e aragonesi.

#### Dal periodo spagnolo fino ai primi decenni del secolo XX
Nel Settecento, nel periodo di transizione fra il dominio spagnolo e quello piemontese-sabaudo, l'odierno territorio carboniense e in generale quello sulcitano (territori facenti parte del Marchesato di Palmas, feudo all'epoca di proprietà prima dei Brondo e poi dei valenzani Bou Crespi) registrò il ripopolamento, attraverso la nascita degli insediamenti rurali sparsi detti "furriadroxius" o "medaus", da parte di famiglie iglesienti e pastori (in genere barbaricini) che, in transumanza in queste terre del Sulcis per diversi decenni, decisero di stabilirsi in questi luoghi quasi completamente disabitati da secoli, anche per via delle frequenti incursioni dei corsari barbareschi. Proprio in questo territorio il generale e scienziato Alberto La Marmora fece la prima segnalazione ufficiale del carbone Sulcis, rinvenendo la sua presenza nel 1834 e nel 1846 in località "Cannamenda" (tra monte Lisau e "Medau Brau" in zona Terra Segada, già in comune di Gonnesa ora in quello di Carbonia), attraverso frammenti di carbone fossile, ma senza riuscire a localizzare gli affioramenti.
Ma è soprattutto grazie alla costituzione del comune di Serbariu, antico "boddeu" (borgata) staccatosi da Villamassargia nel 1853 e con la concessione di permessi di ricerca mineraria (come quello di Caput Aquas) che si ebbe una certa vitalità e vivacità economica in questa zona, grazie ad una nuova legge mineraria del 1840, entrata in vigore in Sardegna nel 1848 e modificata nel 1859, che prevedeva la separazione della proprietà del suolo da quella del sottosuolo. Ubaldo Millo fu lo scopritore del giacimento carbonifero di Bacu Abis nel 1851; il 29 maggio 1853 furono affidate le tre concessioni carbonifere di Bacu Abis, di Terra'e Colu e di Fontanamare alla Società “Tirsi-Po” di Millo e Montani. Successivamente la concessione fu affidata all'ingegner Anselmo Roux, che nel 1873 costituì la Società Anonima Miniera di Bacu Abis. I permessi di ricerca nel territorio del Sulcis-Iglesiente alla fine del 1861 erano alcune decine, ma salirono al centinaio nel 1870 e le concessioni raddoppiarono. Il deputato algherese Angelo Roth nel 1915 favorì provvedimenti governativi a favore della Società Anonima di Bacu Abis, che gestiva le miniere carbonifere nel Sulcis.
Seppur con andamento altalenante si ebbe un aumento delle ricerche minerarie e delle produzioni, specie carbonifere: in particolare per quel che riguarda il territorio dell'allora comune di Serbariu la scoperta del rilevante giacimento di Nuraxeddu - Serbariu diede un grande impulso ulteriore alle attività minerarie già in crescita, soprattutto negli anni del regime fascista durante il periodo dell'autarchia, tanto da rendersi necessario non solo lo sviluppo di numerosi e importanti impianti estrattivi e produttivi, ma anche la costruzione di una nuova città mineraria, come Carbonia, e di altri due nuovi centri abitati carboniferi minori, come Bacu Abis e Cortoghiana.

### Gli anni del carbone
La scoperta di grandi giacimenti carboniferi nel sottosuolo sulcitano portò nei primi decenni del Novecento all'apertura di varie miniere e a numerosi lavori di sondaggio per valutare l'eventuale apertura di nuovi pozzi. La Società anonima miniere di Bacu Abis fu dichiarata fallita il 12 aprile 1933 per difficoltà finanziarie.

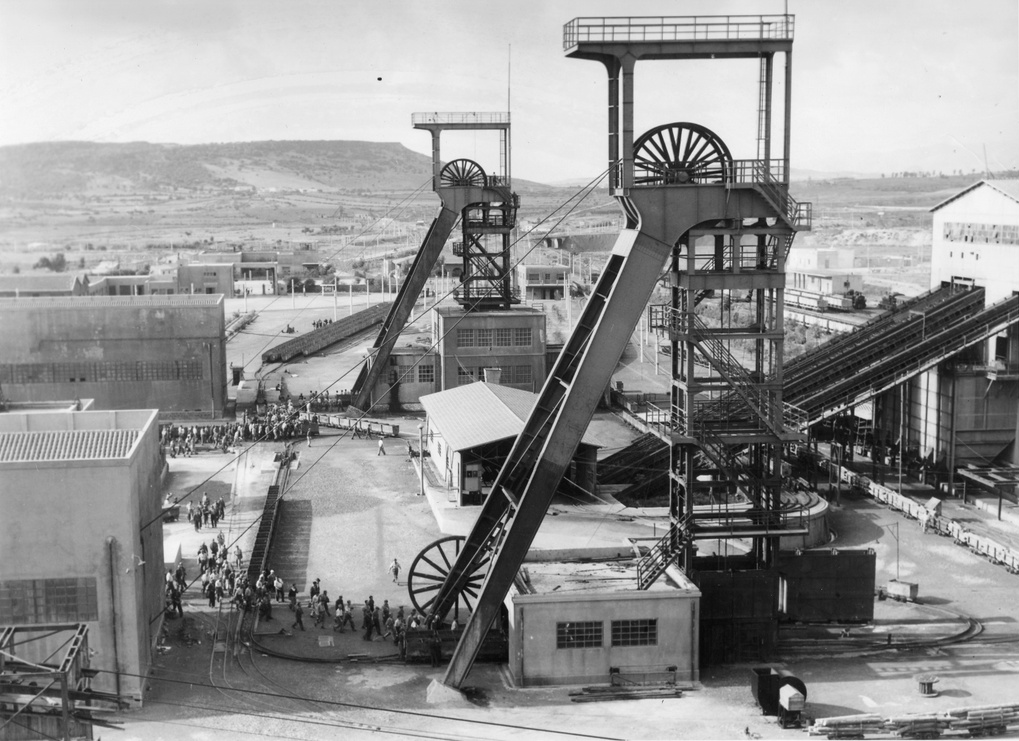
Panorama della miniera di Serbariu nel 1938

Il 9 dicembre 1933 a Trieste, nella sede della Società Anonima Carbonifera Arsa, nacque la Società Mineraria Carbonifera Sarda SpA, (Carbosarda), per rilevare le miniere di carbone del Sulcis-Iglesiente. Guido Segre, alto esponente della comunità ebraica triestina e già presidente dell'Arsa, fu il primo presidente della Carbosarda. Il 9 giugno 1935 Benito Mussolini nella sua prima visita a Bacu Abis vi comunicò l'istituzione del bacino carbonifero del Sulcis, e il 28 luglio 1935 con R.D.L. n. 1406 si costituì l'A.Ca.I. (Azienda Carboni Italiani), con presidente sempre Guido Segre, che gestì il bacino carbonifero del Sulcis con la Carbosarda e quello minerario dell'Istria sud-orientale con la Carbo-Arsa o Arsa. Segre fu il vero artefice e dinamico presidente di tutte le società minerarie in attività sia nel bacino carbonifero sulcitano sia in quello istriano, costruendo due nuove città operaie di fondazione vicino alle miniere: Arsia e Carbonia.
Verso la fine del 1936 con il metodo dei sondaggi vi fu la scoperta del giacimento di carbone nella zona di Serbariu-Sirai, che si rivelò di un'enorme vastità, tanto che l'A.Ca.I. (Azienda Carboni Italiani), proprietaria dell'intero bacino carbonifero con la Carbosarda e in previsione di un'intensa attività estrattiva, propose al governo di costruire una città operaia vicino alle miniere e al porto di Sant'Antioco per il trasporto e l'imbarco del minerale. Il governo, condividendo la scelta dell'A.Ca.I., decise così di fondare una nuova città mineraria, da costruire al servizio della miniera e dei suoi lavoratori. Il nome scelto, Carbonia, denominazione futuristica che significa "terra o luogo del carbone" caratterizza questa volontà.

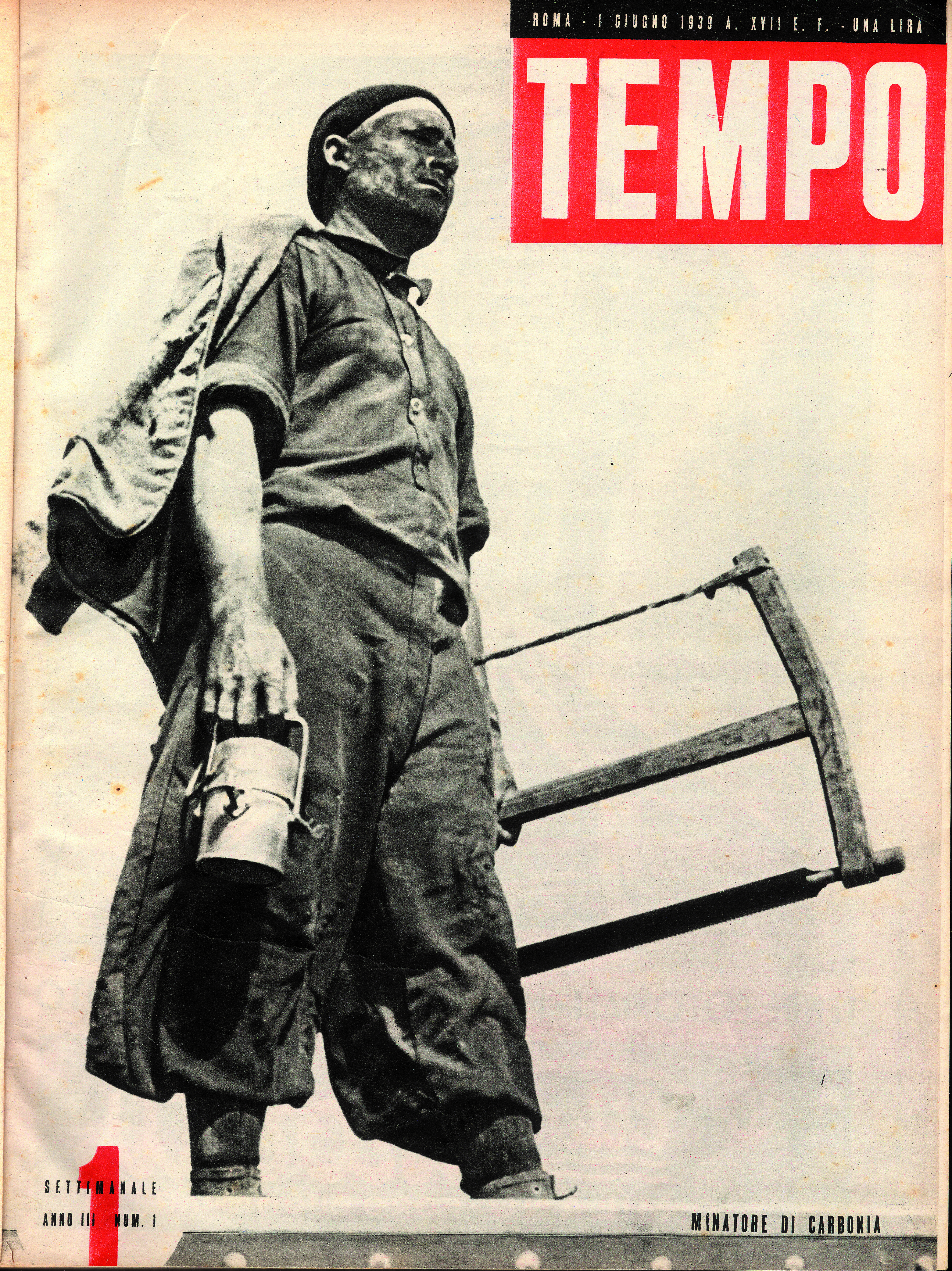
Un minatore di Carbonia nella copertina del primo numero del settimanale Tempo, giugno 1939.

### Fondazione
Fu così che nel 1937, nei pressi della miniera di Serbariu, iniziarono i lavori per l'edificazione di Carbonia, fortemente voluta dal regime fascista. Precisamente il giorno della fondazione del centro comunale viene fatto risalire al 9 giugno di quell'anno, anniversario della prima visita del capo del governo fascista, Benito Mussolini, al centro carbonifero di Bacu Abis (destinato a divenire frazione mineraria di Carbonia, molto simile ad Arsia, in Istria), avvenuta due anni prima nella stessa data (le due città, oltre all'altro centro minerario istriano di Albona, sono oggi gemellate). La rituale cerimonia della fondazione di Carbonia, con le tipiche celebrazioni del regime di quel periodo, si realizzò, in presenza delle diverse autorità civili, militari e religiose, con la posa della prima pietra e di un astuccio contenente una pergamena (con i nomi dei partecipanti al rito battesimale della nuova città) nel fosso delle fondamenta della torre Littoria, ora torre Civica, primo edificio costruito in città sul monte Fossone.
La costituzione del comune di Carbonia fu stabilita con Regio Decreto numero 2189 del 5 novembre 1937. Secondo l'articolo 1 del suddetto Decreto si prevede l'istituzione del comune di Carbonia con capoluogo nel villaggio minerario in località monte Fossone, la cui circoscrizione comprende l'intero territorio del comune di Serbariu (che fu soppresso), nonché alcune parti dei territori dei comuni di Gonnesa e di Iglesias. I lavori, costati circa 325 milioni di lire dell'epoca, vennero completati nel 1938, sebbene parecchi quartieri sarebbero stati costruiti negli anni successivi. I lavori si basarono sui progetti realizzati dall'ingegner Cesare Valle e dall'architetto Ignazio Guidi.
Reduce dal viaggio inaugurale a Carbonia, Benito Mussolini esterna a Clara Petacci le proprie sensazioni che la donna del Duce annota nel suo diario in data 19 dicembre 1938.
E in una telefonata serale sempre alla Petacci aggiunge:
Nell'immagine in alto: La torre Civica (torre Littoria durante il regime fascista). Originariamente era presente un balcone all'altezza del primo piano da cui Mussolini tenne il discorso inaugurale della città.
La data che è comunemente celebrata come l'anniversario della città è quella dell'inaugurazione, che avvenne nella giornata nazionale della fede per la patria fascista(commemorazione introdotta dal 1935 con le donazioni delle fedi delle spose italiane), il 18 dicembre 1938, alla presenza di Mussolini in persona il quale, nella sua seconda visita al bacino carbonifero del Sulcis, tenne un discorso inaugurale e propagandistico dalla torre Littoria in presenza di circa 35 000 persone radunate nella centrale piazza Roma, a conclusione dei lavori di edificazione del centro urbano della città, la seconda a carattere minerario realizzata dal regime dopo Arsia. Seguì poco dopo un riconoscimento per Carbonia con l'attribuzione del titolo di Città (con Regio decreto legge del 9 febbraio 1939).
Un efficace spaccato di ció che fu la costruzione di Carbonia e delle realtà umane che vi contribuirono, affrontando non poche difficoltà, è riscontrabile nel romanzo Terra del carbone di Valerio Tonini, ingegnere che prese parte all'opera in prima persona con la ditta edile di cui era titolare.
La città, negli anni dell'autarchia, fu meta di un vasto flusso migratorio da altre regioni dell'isola e anche da oltre Tirreno; si valuta che circa il 25% del primo nucleo di 12 000 abitanti provenisse da altre regioni italiane, in particolare dal Veneto, dalle Marche, dagli Abruzzi, dalla Basilicata e dalla Sicilia (di questo primo nucleo il 90% era costituito da uomini), infatti le miniere di carbone sulcitane lavoravano a pieno regime essendo una delle principali fonti di approvvigionamento di combustibile dell'Italia dell'epoca, fatto che aumentò notevolmente i livelli occupazionali nel Sulcis.
Nel 1940 venne approvato il "piano generale della zona carbonifera di Carbonia" il quale prevedeva un ulteriore sviluppo insediativo attorno a Carbonia, incentrato sia sui centri già esistenti di Portoscuso e Gonnesa (che avrebbero dovuto raggiungere rispettivamente i 20 000 e i 10 000 abitanti), sia su quelli di nuova fondazione come Bacu Abis e Cortoghiana (la cui popolazione prevista era di 10.000 e 5.000 abitanti rispettivamente) per realizzare il sogno di Mussolini di fare del Sulcis una sorta di "Ruhr italiana". Tuttavia, a causa della guerra, il piano venne accantonato e nel periodo compreso tra il 1940 e il 1943 tutte le miniere del bacino carbonifero del Sulcis furono militarizzate: furono raggiunti i massimi livelli di produzione di carbone con grandi sacrifici e numerosi incidenti sul lavoro, anche mortali. La Carbosarda, forte della condizione di azienda militarizzata, attuò un regime di sfruttamento con provvedimenti arbitrari come l'aumento del costo dei viveri di prima necessità negli spacci aziendali e del costo dell'energia, fino all'aumento degli affitti per le case dei minatori e per gli alberghi operai, in contrasto con gli accordi contrattuali, tanto che vi fu quasi subito un'unanime reazione di contrapposizione da tutti i lavoratori del bacino carbonifero del Sulcis. Così il 2 maggio 1942 nella città vi fu uno sciopero, il primo in Sardegna e tra i primi in Italia durante il ventennio e la guerra, organizzato contro il caro vita da cellule clandestine del Partito Comunista e diretto da Tito Morosini, delegato confederale del sindacato corporativo fascista dei lavoratori, iniziato con l'astensione totale dal lavoro nei pozzi carboniferi di Sirai. Circa due settimane dopo, il 15 maggio 1942, venne inaugurata Cortoghiana (anche in questo caso alla presenza di Mussolini, che, alla sua terza visita nel Sulcis, fece un secondo discorso in piazza Roma a Carbonia), tuttora una delle frazioni più popolate di Carbonia, da cui dista pochi chilometri.

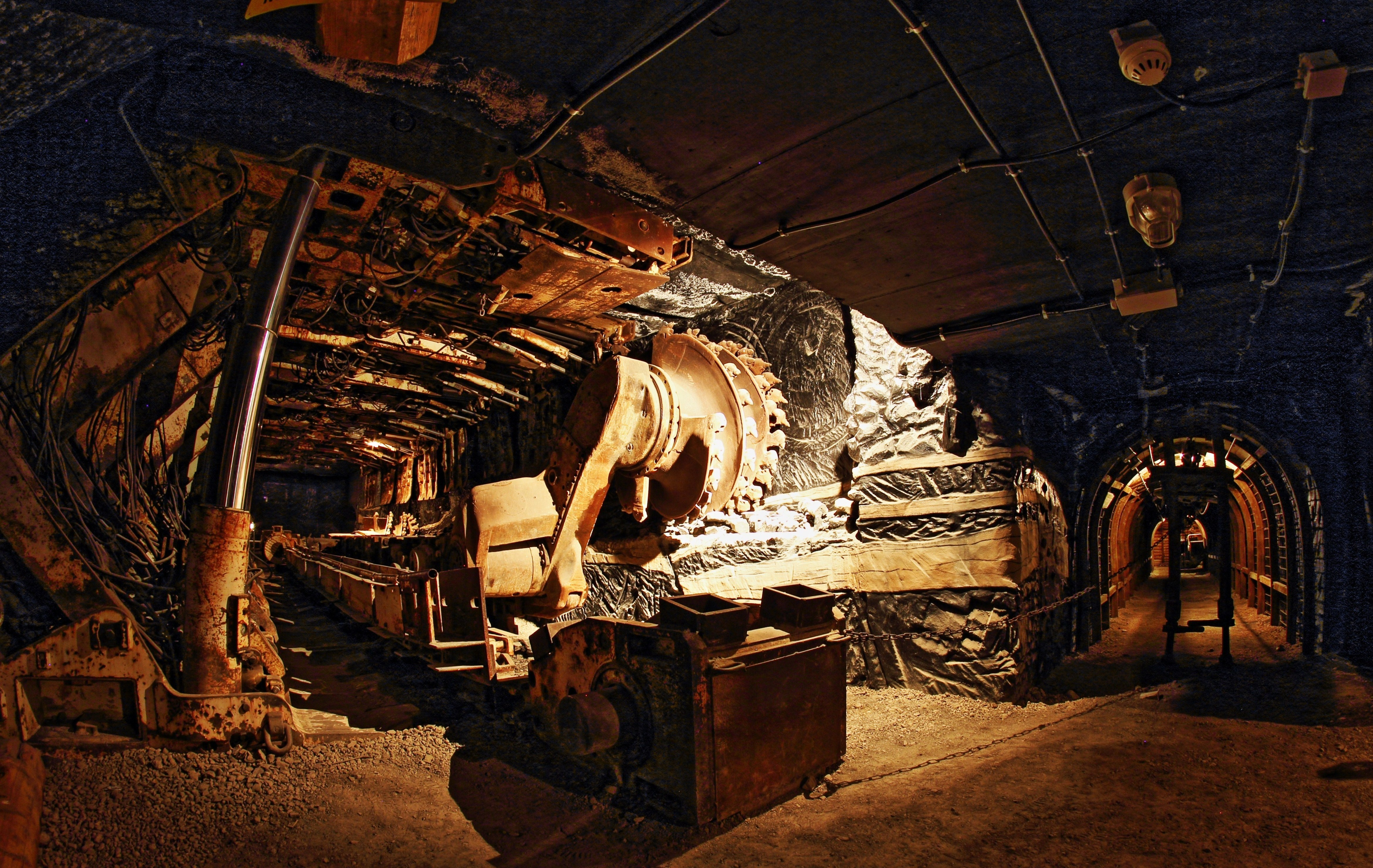
Macchina tagliatrice in una galleria della miniera di Serbariu

#### Seconda guerra mondiale
Durante la Seconda guerra mondiale, nel 1943, Carbonia fu bombardata tre volte dagli aerei alleati, seppur subendo danni minori rispetto a quelli patiti da altri centri dell'isola. Dopo la fine del conflitto e la caduta del fascismo si visse un nuovo periodo di espansione economica, essendo le miniere carbonifere sulcitane rimaste le sole a poter garantire adeguati livelli di produzione nel paese, dopo che l'Istria e i suoi giacimenti erano passati alla Jugoslavia.

#### Gli scioperi del dopoguerra
Dal 5 ottobre 1948 al 16 dicembre dello stesso anno fu effettuato lo "sciopero bianco" di 72 giorni per contrastare le misure repressive e provocatorie della direzione della Carbosarda, in attuazione di una rigida politica di costi e ricavi nella gestione aziendale, posta in essere con licenziamenti e trasferimenti di personale (soprattutto quello più politicizzato e sindacalizzato), aumento indiscriminato dei fitti delle case e degli alberghi operai, dei viveri negli spacci aziendali, dei prezzi dell'energia e del carbone ceduto alle maestranze, riduzioni arbitrarie degli stipendi anche con applicazione delle multe ai dipendenti responsabili di presunti disservizi.

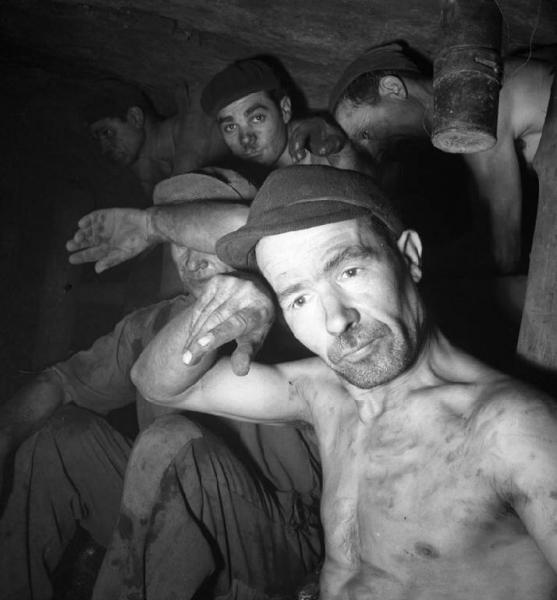
Minatori di Carbonia al lavoro, foto di Federico Patellani, 1950

Lo sciopero bianco si attuò con la "non collaborazione"; i minatori, presenti regolarmente al lavoro nei cantieri minerari, dopo le 8 ore di normale servizio giornaliero non effettuarono più prestazioni straordinarie a cottimo (retribuite secondo la quantità di carbone estratto), in base a precedenti accordi aziendali, tanto che la produttività della Carbosarda scese del 50%. La direzione della Carbosarda reagì con misure drastiche e incontrollate ancora più pesanti di quelle sopra indicate, ricorrendo con intimidazioni alla Polizia e alla magistratura. Esplose così, non solo a Carbonia e nel Sulcis, ma anche in tutta la Sardegna e nel resto della penisola, un vasto movimento popolare di solidarietà e sostegno alla lotta dei minatori carboniferi con i seguenti gesti significativi: parecchi lavoratori sottoscrissero a loro favore mezza giornata di paga, come i dipendenti comunali di Carbonia; i commercianti della città aprirono crediti alle famiglie dei minatori; la C.G.I.L. nazionale inviò più volte un contributo di un milione di lire; i minatori di tutta Italia proclamarono uno sciopero di 24 ore in segno di solidarietà. Un tentativo di mediazione fra la direzione mineraria e le rappresentanze sindacali, promosso dal Ministero del lavoro e della previdenza sociale il 19 novembre 1948, fallì per rigidità e intransigenze della Carbosarda. Dopo un lungo braccio di ferro nel quale la Direzione della Carbosarda minacciò di non corrispondere salari e gratifiche natalizie, e dopo che i minatori licenziati si barricarono nei pozzi minerari per non essere allontanati dal posto di lavoro con l'intervento della Polizia, la S.M.C.S., con la mediazione del presidente dell'A.Ca.I., ing. Mario Giacomo Levi (contrario alla posizione portata avanti dalla Carbosarda finora), sottoscrisse un accordo con le rappresentanze sindacali il 17 dicembre 1948, annullando tutti i provvedimenti restrittivi presi (licenziamenti, multe, aumenti dei prezzi nei viveri, nei fitti e nell'energia) e aumentando le retribuzioni, con vittoria quasi totale nella vertenza dei lavoratori carboniferi. Per questo e altri episodi in cui l'intera popolazione cittadina difese in quegli anni le vertenze sindacali legate al lavoro nelle miniere, Carbonia fu soprannominata dalla stampa con l'appellativo di Stalingrado sarda.
Nel 1949 si toccò la punta massima di popolazione della storia cittadina, con oltre 48.000 residenti e 60.000 dimoranti. A inizio anni cinquanta con la giunta municipale guidata dal sindaco Pietro Cocco fu avviato un primo programma politico di riscatto dalla servitù aziendale dell'A.Ca.I., già tentato dalla precedente giunta diretta dal sindaco Renato Mistroni, che coinvolse tutta la cittadinanza appartenente sia alla maggioranza che alla minoranza politica.
Con l'adesione dell'Italia nel 1953 alla C.E.C.A (Comunità europea del carbone e dell'acciaio) si ebbero importanti conseguenze economiche e sociali per il bacino carbonifero del Sulcis e per le miniere a Carbonia.

### Dalla chiusura delle miniere agli anni da capoluogo provinciale
Con la fine dell'embargo contro l'Italia, i carboni esteri, più economici e con minore presenza di zolfo, portarono alla crisi del settore estrattivo sulcitano, particolarmente grave in quanto all'epoca Carbonia e altri comuni della zona si basavano economicamente su questo tipo di attività.
Nell'autunno del 1962 vi fu il primo ritrovamento di un reperto nel sito archeologico di monte Sirai da parte di un ragazzo di Carbonia. Tutto ciò desterà un interesse nazionale e internazionale sull'area, tanto che nell'agosto del 1963 vi fu la prima campagna di scavi sul sito archeologico, condotti dalla Sopraintendenza di Cagliari e dall'Istituto Studi del Vicino Oriente dell'Università La Sapienza di Roma.
Nonostante i numerosi scioperi alla fine si assistette alla chiusura di molte miniere sulcitane, e tra queste anche quella di Serbariu, la cui attività estrattiva fu interrotta nel 1964. Conseguenza di queste dismissioni fu una vasta emigrazione da Carbonia in poco tempo, la cui popolazione si assestò negli anni a seguire sui 30 000 abitanti. Con l'apertura del vicino polo industriale di Portovesme, finanziato da aziende statali, i livelli occupazionali della zona si risollevarono, seppur in parte. La popolazione della città aumentò leggermente tra gli anni settanta fino agli anni novanta. Il successivo disimpegno dello Stato tramite le privatizzazioni di queste realtà produttive, dovuto all'eccessivo debito pubblico, mostrò ben presto la scarsa competitività delle medesime. Ciò determinò una nuova pesante crisi della città e del suo tessuto produttivo, con una notevole diminuzione dei lavoratori nel polo di Portovesme. Di conseguenza quest'ultimo fattore determinò un riaumento dell'emigrazione, che portò la popolazione a diminuire in meno di dieci anni di circa duemila unità.

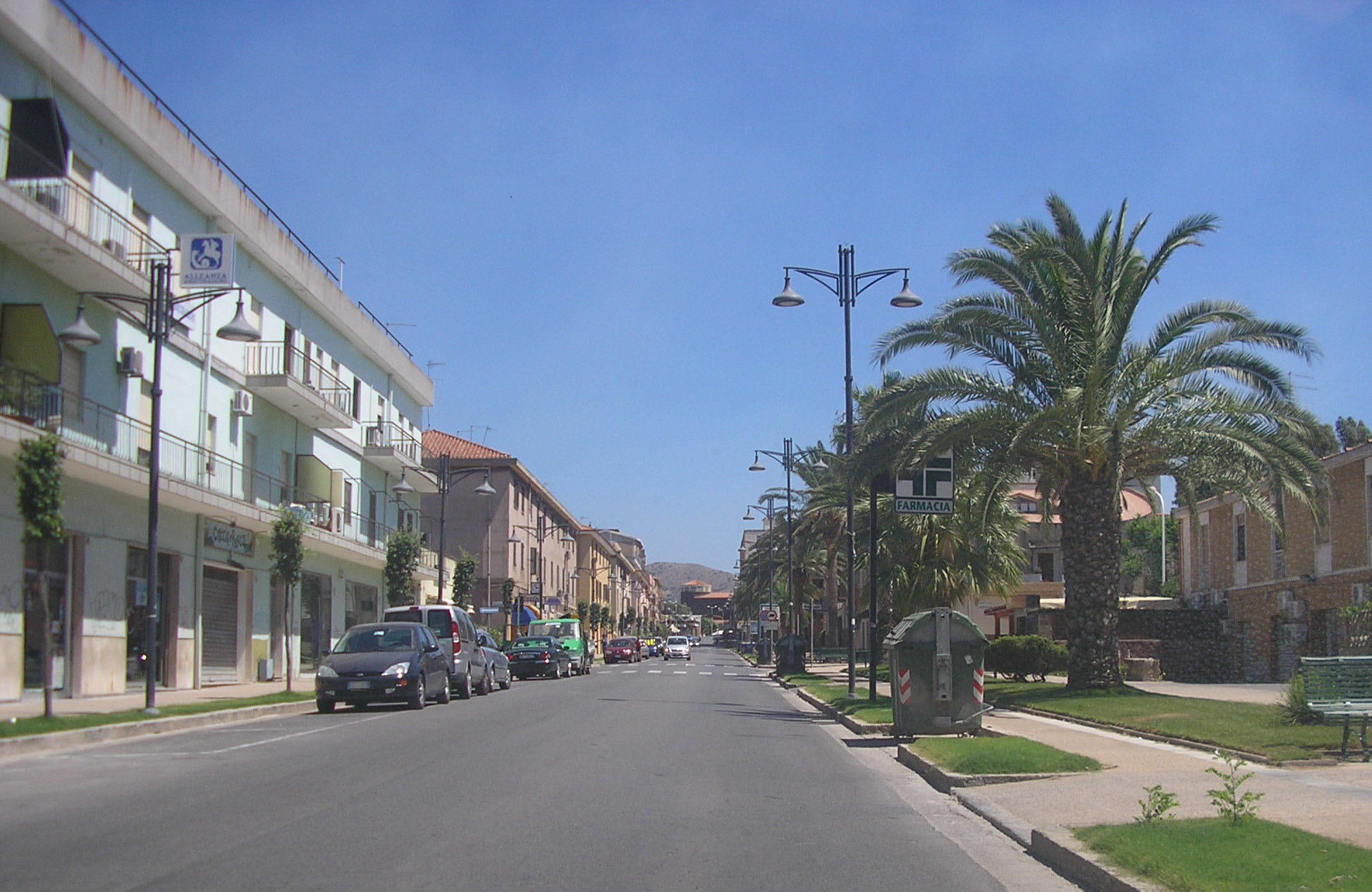
Viale Gramsci, una delle principali vie del centro.

Tutto ciò fu accompagnato da tragici fenomeni sociali che colpirono duramente soprattutto la popolazione giovanile. Tra questi si può annoverare la diffusione tra la fine degli anni ottanta e i primi anni novanta dell'eroina che da un lato determinò l'aumento di fenomeni legati alla cosiddetta criminalità predatoria e dall'altra a un notevole aumento della mortalità giovanile. Per quanto i dati demografici del 2004 abbiano mostrato almeno una minima crescita della popolazione, si possono considerare come esemplificativi della condizione economica della città i tassi di disoccupazione giovanile maschile e femminile: il primo si attesta al 57%, mentre il secondo ben al 71%.
Tuttavia nel primo quinquennio degli anni 2000 vi è stata una notevole crescita del settore dei servizi, in particolar modo grazie alle nuove attività commerciali sorte in città. Negli ultimi anni inoltre la città sta giocando la carta del turismo legato soprattutto all'archeologia industriale: a questo riguardo va segnalata la ristrutturazione della vecchia miniera di Serbariu, riconvertita a museo (ospita il Centro Italiano della Cultura del Carbone), e i lavori di ristrutturazione del centro storico (piazza Roma), ora più simile allo stile della fondazione.
Con l'attività di diversi comitati cittadini, ma grazie anche alla sensibilità e all'impegno di parlamentari e rappresentanti politici nelle istituzioni legislative e amministrative, il 12 luglio 2001 viene istituita la Provincia di Carbonia-Iglesias, con l'approvazione della Legge Regionale numero 9 da parte del Consiglio della Regione Autonoma della Sardegna che crea quattro nuove province nell'isola, le quali divennero poi operative a seguito delle elezioni provinciali dell'8 e 9 maggio 2005. Il 12 ottobre 2005, con Delibera del Consiglio Provinciale n. 21 (Determinazione del Capoluogo. Atto Statutario.) a Carbonia, unitamente a Iglesias, è stata ufficialmente attribuita la qualifica di capoluogo della Provincia di Carbonia-Iglesias. Tale situazione si manterrà sino al 2016, anno del passaggio del territorio del dismesso ente intermedio sulcitano alla Provincia del Sud Sardegna, di cui Carbonia diveniva il capoluogo, sebbene a titolo provvisorio, il 31 maggio di quell'anno.

### Simboli

Il gonfalone di Carbonia

Lo stemma civico, concesso e approvato con un regio decreto datato 26 ottobre 1939, presenta una lampada da minatore in testa a una montagna di carbone, a caratterizzare la vocazione mineraria della città, con la seguente descrizione: 
All'atto della sua creazione in epoca fascista, la lampada nello stemma era addestrata in alto dalla lettera M maiuscola di porpora, iniziale di Mussolini, elemento eliminato nel tempo.
Il gonfalone comunale presenta questo stemma posto su drappo nero e azzurro con la scritta Città di Carbonia a caratteri dorati, con la seguente descrizione:

## Monumenti e luoghi d'interesse

### Archeologia

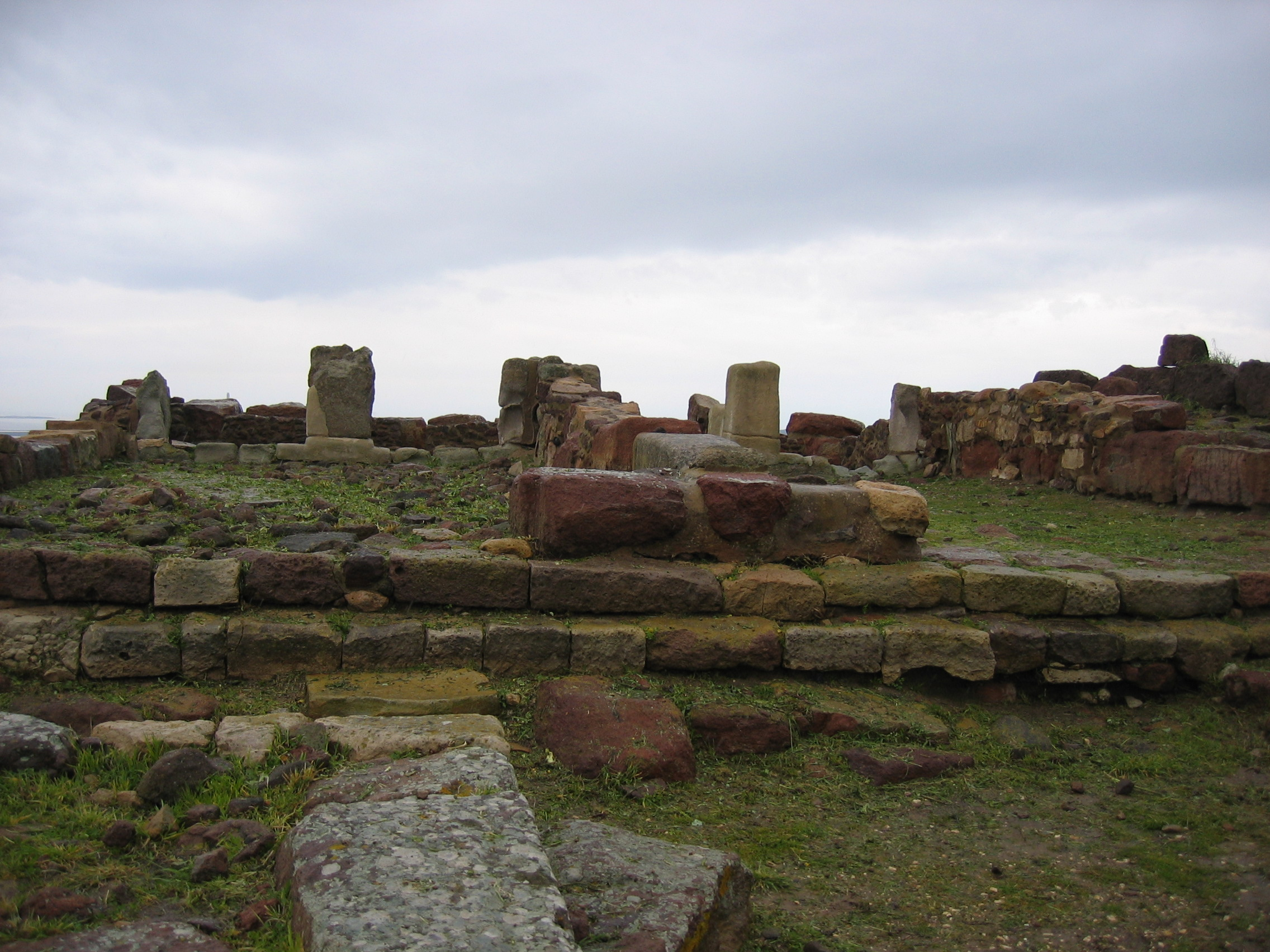
L'acropoli fenicio-punica di Monte Sirai

#### Grotte e domus de janas
Numerose sono le grotte e le domus de janas presenti nel territorio comunale, le più importanti (scavate e oggetto di studio) sono le seguenti:
- Grotta carsica detta "grotta dei fiori" (primo periodo dell'era paleozoica: Cambriano).
- Riparo sottoroccia preistorico di Su Carroppu di Sirri (dal Neolitico Antico, 5700 – 5000 a.C., all'Età del Ferro, 900 a.C.).
- Sirri: in questa frazione sono state rinvenute delle domus de janas anch'esse risalenti al neolitico.
- Alcune grotte nel comune risultarono abitate dal Neolitico Medio (4700 – 4000 a.C.), alla “cultura di Bonu Ighinu di Mara” sino al Neolitico Finale (3200 a.C.) e alla “cultura di San Michele di Ozieri”: esse sono la grotta dell'Ospedale, la grotta di Barbusi e la grotta sepolcrale di Tanì (nota anche come grotta eneolitica di “Su Cungiadeddus de Serafini”).
- Altre grotte rivelano presenze umane più vicine (Neolitico Recente: 3400 a.C. - 3200 a.C. e “cultura di San Ciriaco di Terralba”; età del Bronzo Antico: 2200 a.C. – 1900 a.C. e “cultura di Bonnanaro”; età del Bronzo Medio: 1900 a.C. - 1600 a.C.; età del Bronzo Finale: 1150 a.C. – 900 a.C.; età del Ferro: 900 a.C. - 750 a.C.): esse sono le grotte di "Serbariu", di "Polifemo", di "Sa Dom'e S'Orcu", di "Sa Turrita", "della Campana" e "della Volpe".
- Parco urbano e necropoli a domus de janas di Cannas di Sotto (18 tombe collettive a pozzetto verticale o a ingresso orizzontale; Neolitico Finale: 3200 a.C. – 2800 a.C. e cultura S. Michele di Ozieri”; Eneolitico: 2800 a.C. – 1800 a.C.), praticamente inglobata nel tessuto urbano si trova una necropoli ipogea, in parte ancora inesplorata.
- Necropoli a domus de janas di Cùccuru Su Cardolinu di Monte Crobu (4 tombe ipogeiche di tipo collettivo; Neolitico Finale: 3200 a.C. – 2800 a.C. e “cultura di San Michele di Ozieri”): in questa località sono state rinvenute delle domus de janas risalenti al neolitico.
- Area ambientale dei Tafoni di Monte Crobu.
- Necropoli a domus de janas di Corona Maria nella pineta nord di Cortoghiana.
- Siti abitativi preistorici di Barbusi – rio Flumentepido. (3 insediamenti preistorici; Neolitico Finale 3200 a.C., e Inizio Eneolitico: 2800 a.C. – 2500 a.C. e “cultura sub-Ozieri”)
- Insediamenti preistorici del Poliambulantorio – Valle Rio Cannas (Neolitico Finale 3200 a.C., e Inizio Eneolitico: 2800 a.C. – 2500 a.C. e “cultura sub-Ozieri”).
- Grotta preistorica detta "A.C.A.I. – Valle Rio Cannas" (Inizio Eneolitico: 2800 a.C. e “cultura sub-Ozieri”; Eneolitico Recente: 2500 a.C. – 1800 a.C. e “cultura di Monte Claro”).
- Riparo sottoroccia preistorico di Coderra (età del Bronzo Antico: 2200 a.C. – 1900 a.C. e “cultura di Bonnanaro”), vicino al rio Santu Milanu.

#### Tombe dei giganti
Nel territorio carboniense sono presenti le tombe dei giganti di "Corona Maria", monumenti costituiti da sepolture collettive appartenenti alla età nuragica (II millennio a.C.), presenti nella "Pineta Nord" di Cortoghiana, con costruzioni a pianta rettangolare absidata, edificate mediante dei monoliti di pietra di grandi dimensioni conficcati nella terra.

#### Nuraghi

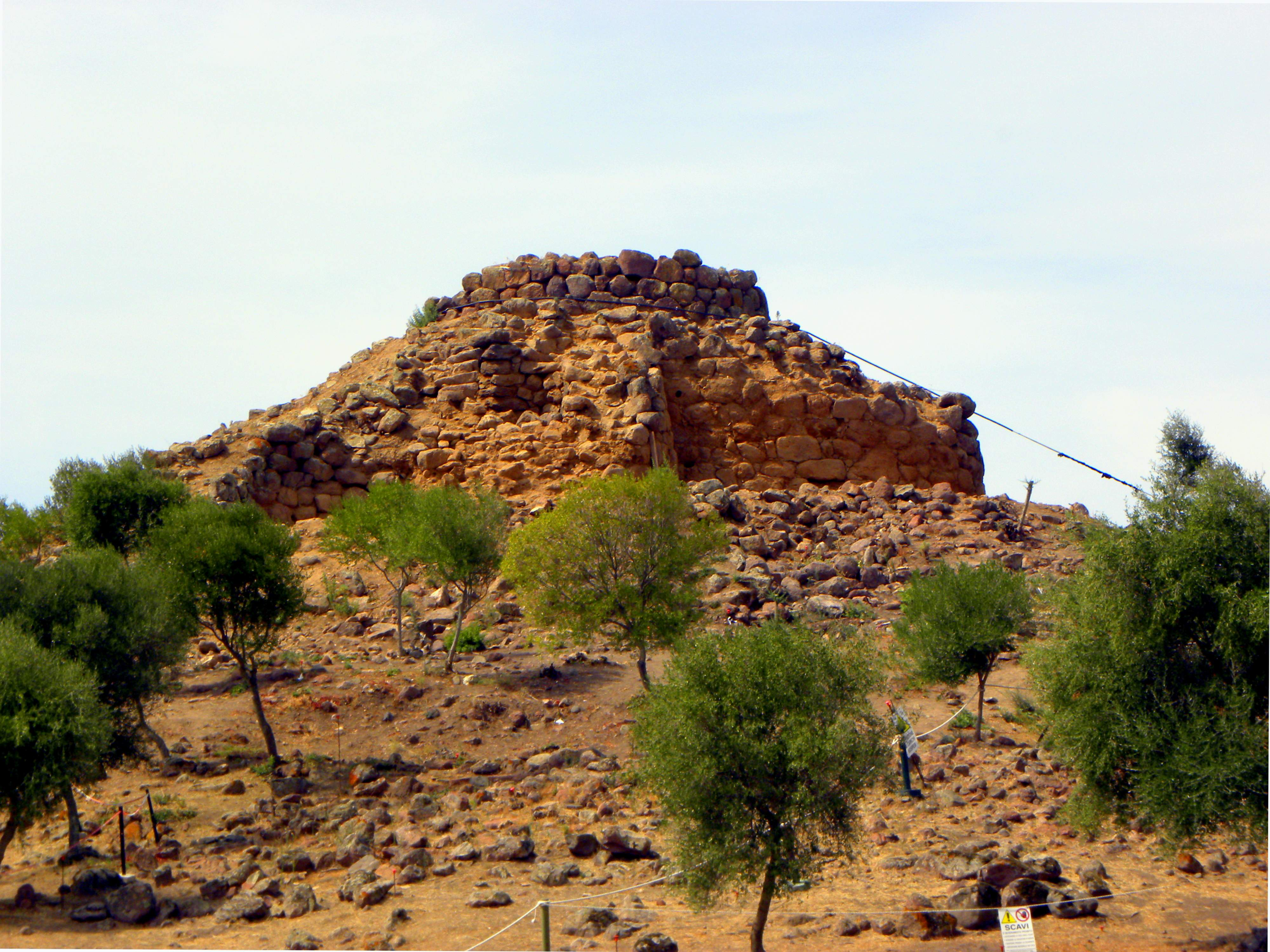
Il nuraghe Sirai, ai piedi dell'omonimo colle

Nel comune di Carbonia sono stati censiti vari nuraghi, in buona parte risalenti ad un periodo compreso tra l'età del Bronzo Medio (1900 a.C. - 1600 a.C.) ed il VI secolo a.C.:
- Nuraghe "Costa Lallai", sito nell'omonima località.
- Nuraghe "Piliu", in località Terra Niedda.
- Nuraghe "Nuraxeddu", in località Arcu de Ulmus.
- Parco archeologico del complesso nuragico nuraghe Sirai (fortezza e abitato), nei pressi dell'omonima frazione.
- Nuraghe "Punta Su Nuragi", nell'omonima località
- Nuraghe "Nuraxi Pirosu", posto nell'omonimo colle.
- Nuraghe "Sa Buca ’e S’Orcu" [350 m. s. l. m.] in località Monte Mesu.
- Nuraghe "Paristeris", in località Mitzotus.
- Nuraghe "Su Conti", situato nell'omonimo medau.
- Nuraghe "Loddi", nel medau Is Toccus.
- Nuraghe "Sa Trubixedda", in località Su Tuvu Mannu.
- Nuraghe "Pitzu Arrubiu", in località Monte Pitzu Arrubiu.
- Nuraghe "Sa Gruxita", sull'omonimo colle.
- Nuraghe "Punta Sa Torretta" o "Sa Turri", in località Medau Sa Turri.

#### Altri siti archeologici
Altri siti archeologici importanti sono i seguenti:
- Fortificazioni fenicie del nuraghe Sirai: insediamento che riveste una grande importanza storica costituendo un raro esempio di fortificazione fenicia addossata ad un complesso nuragico.
- Parco archeologico nuragico-fenicio-punico di Monte Sirai ("civiltà Nuragica": 1600 a.C.; “civiltà Fenicia”: 750 a.C.; “Civiltà Punica”: 520 a.C.; “età Neo-Punica o Ellenistica”: 520 a.C.; “Civiltà Romana”: 230 a.C.). Situato nella periferia nord-ovest della città, ospita una vasta area di interesse archeologico con insediamento urbano fenicio-punico, una necropoli fenicio-punica e un tophet. Inoltre poco distanti si trovano varie domus de janas di epoca neolitica e i resti di diversi nuraghi.
- Percorso archeologico fenico-punico e romano dell'antica strada o via Sulcitana in località Sirai.
- Insediamento punico e romano, località Su Landiri Durci (area P.I.P.), noto come "Villa Romana", è costituito da diverse fasi di vita che vanno dal IV secolo a.C. al III secolo d.C., di cui sono stati finora messi in luce circa venti ambienti con probabili funzioni diverse: abitativa, produttiva e forse sacra. Rilevanti una villa rustica e una fornace per produzione ceramica.
- Insediamento romano, "Villa Romana" di Barbusi, località tra l'abitato di Barbusi e Corona Sa Craba, costituito da diversi elementi che vanno dal IV secolo a.C. al III secolo d.C.
- Antico villaggio medievale del casale abbandonato di Medau Sa Turri, già sito nuragico, fenicio-punico, romano e medioevale nella valle del rio Santu Milanu.

### Architetture religiose

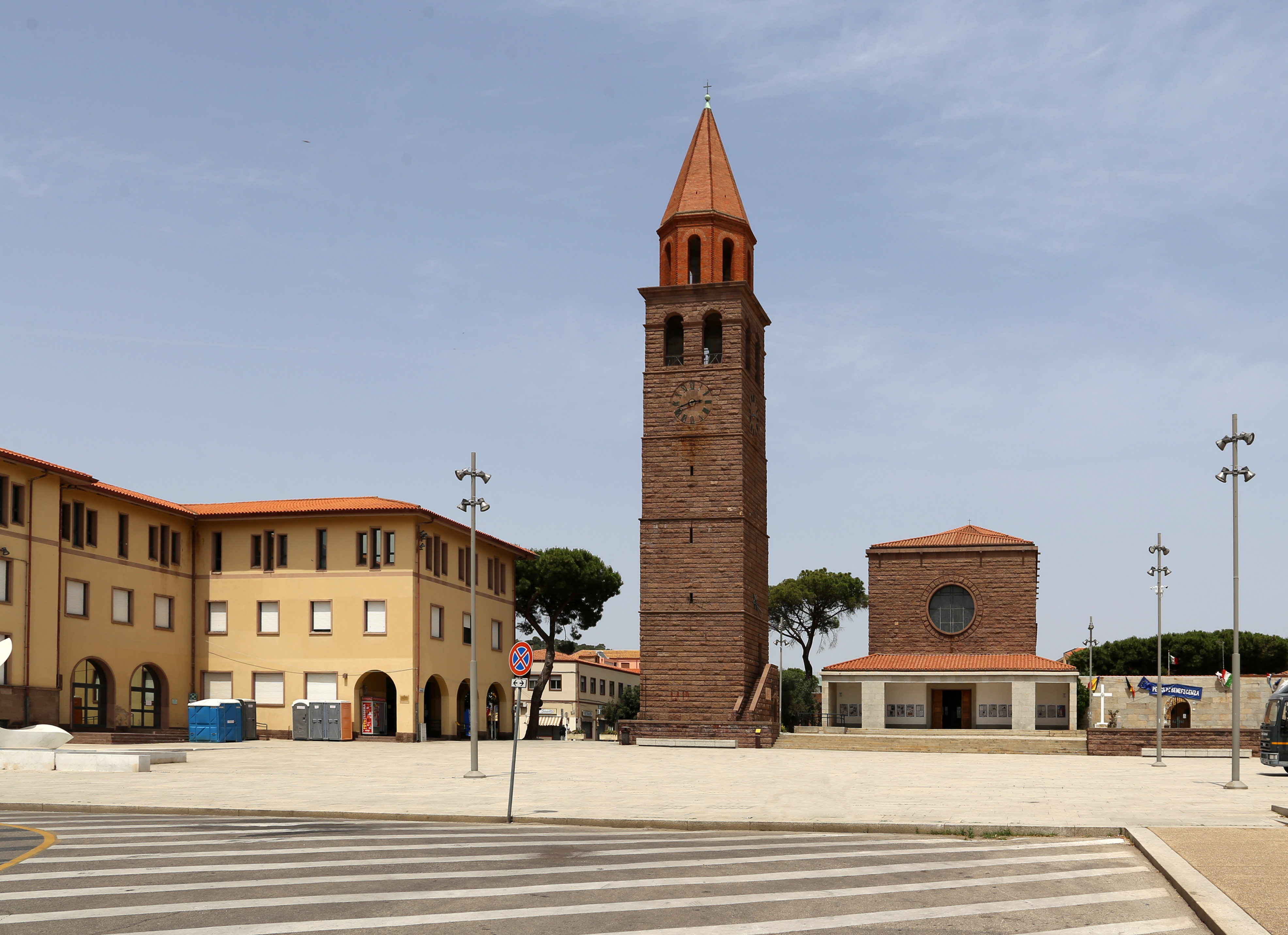
La chiesa di San Ponziano col suo campanile

- Chiesa di San Ponziano (1938): la principale chiesa parrocchiale cittadina (nonché arcipretura), situata nella centrale piazza Roma, fu inaugurata con la città e consacrata il 18 novembre 1939. Realizzata in stile neoromanico e basata su progetto degli architetti della fondazione cittadina Cesare Valle e Ignazio Guidi[58], presenta una forma dell'edificio rettangolare con pianta interna suddivisa in una navata centrale e due laterali.
- Chiesetta operaia del rione "Lotto B", o ex chiesa Beata Vergine dell'Addolorata (1947): caratteristica chiesetta situata nel quartiere, ottenuta dalla trasformazione di un ex camerone presente tra via Fiume e via Sicilia. Caratterizzata da un piccolo campaniletto a vela nella facciata, fu chiusa nel 1958, anno di apertura della nuova chiesa della Beata Vergine Addolorata, situata nel vicino quartiere di Rosmarino. È stata in seguito ristrutturata e riaperta al culto nel 2015[59].

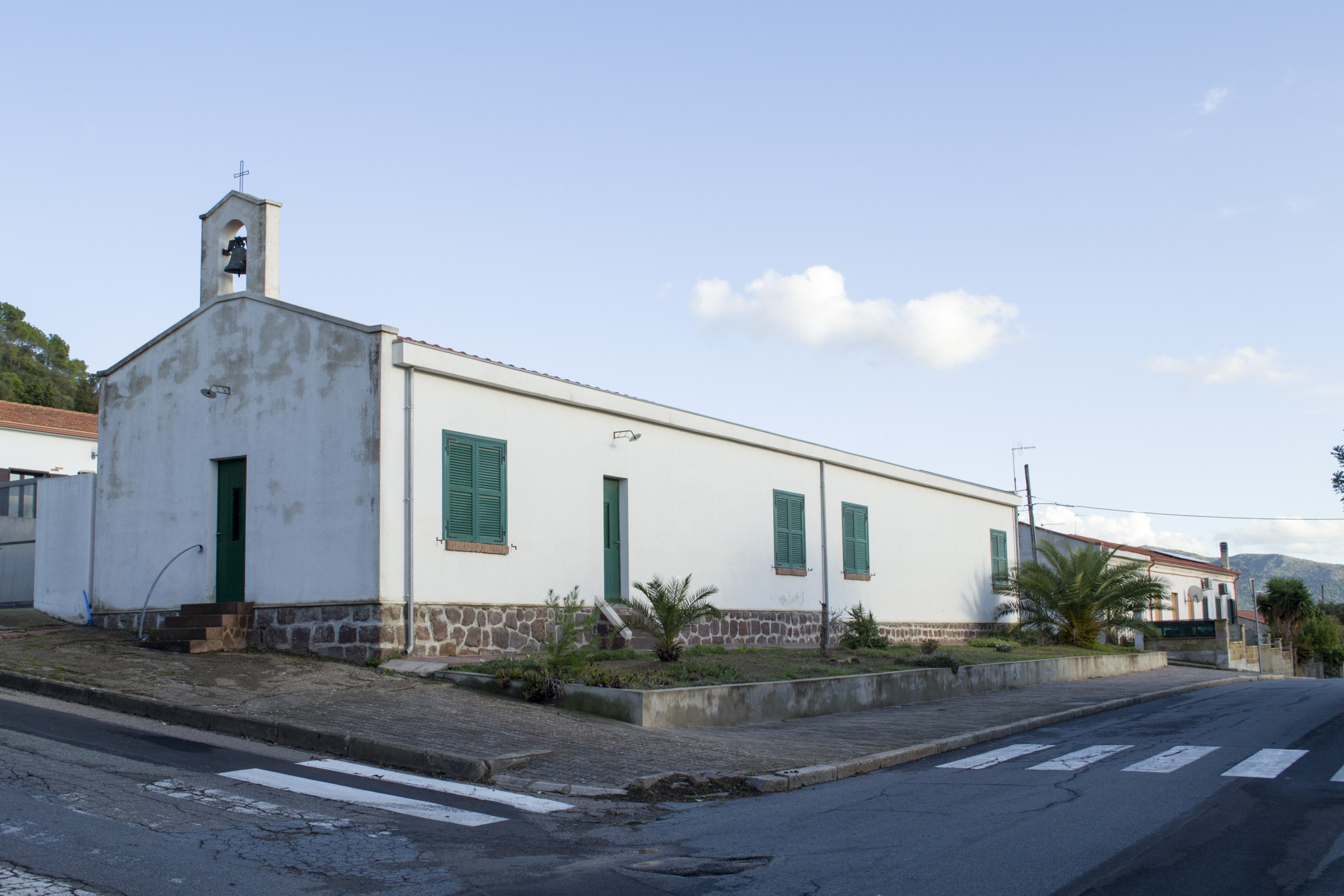
L'originaria chiesa della Beata Vergine Addolorata di via Sicilia, realizzata in un ex camerone operaio

- Chiesa della Beata Vergine Addolorata. Nel 1962 la chiesa parrocchiale fu realizzata su progetto (iniziato nel 1954[60]) dell'architetto italiano Raffaello Fagnoni[60], e si caratterizza per la forte differenza di altezza tra l'ampia navata centrale e quelle laterali[60] e per il campanile a pianta esagonale[60].
- Chiesa di Santa Barbara (1938): La chiesa della frazione di Bacu Abis fu edificata in seguito a un voto fatto dai minatori delle miniere di questa località, minatori di cui Santa Barbara è la patrona. Costruita in stile razionalista, è affiancata da un campanile alto circa 15 metri. Nelle vicinanze si trova anche la Grotta di Lourdes, una riproduzione in scala di quella della città francese, realizzata nel 1953.
- Chiesa di Santa Maria a Flumentepido e rovine dell'antico monastero benedettino (XI secolo): situata nella frazione di Flumentepido, risale all'XI secolo, di stile romanico, presenta una facciata con campanile a vela e interno a navata unica.
- Chiesetta di Santa Lucia di Sirri (di origine medievale): situata fuori dall'abitato di Sirri, risalente forse al periodo giudicale, ma fortemente rimaneggiata.
- Chiesetta di Santa Barbara di Piolanas (di origine medievale): situata in località Piolanas (a "Medau Manca"), risalente forse al periodo giudicale ma fortemente alterata dai pesanti restauri; durante la locale sagra viene esposta una statua lignea di Santa Barbara (attribuita al maestro Giuseppe Antonio Lonis); nei dintorni si trova l'antica strada medievale detta Sa reliquia (percorso da Barega a Barbusi).
- Chiesa di San Giovanni Bosco, realizzata riconvertendo una struttura che faceva parte dell'Opera Nazionale Dopolavoro, situata all'incrocio di via Coghinas e via Piolanas.
- Chiesa di Santa Maria Bambina nella frazione di Barega.

### Architetture civili

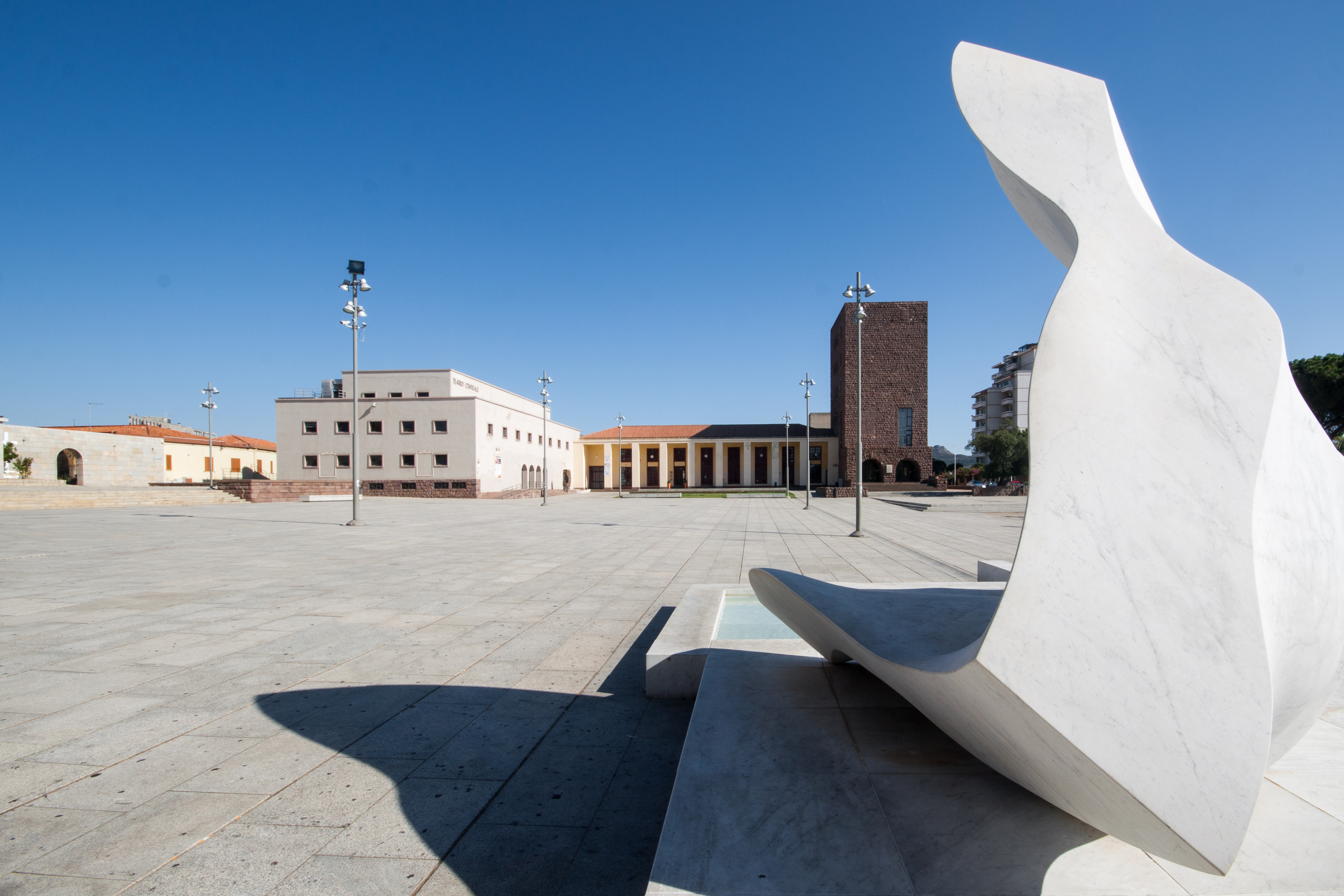
Veduta di piazza Roma con sullo sfondo il teatro Centrale, l'ex dopolavoro e la torre civica

- Torre Civica[61] (1938 - architetto Gustavo Pulitzer Finali[62]): situata in piazza Roma, è alta 27.5 metri suddivisi in 5 piani[62], è il primo edificio della città, dove nelle fondamenta del fabbricato fu deposta la "prima pietra", il 9 giugno 1937 con la "cerimonia della Fondazione". Nota come Torre Littoria durante il regime fascista, fu progettata ispirandosi alla Torre del Pretorio di Tarragona, in Spagna; da questo edificio Benito Mussolini pronunciò il discorso di inaugurazione della città il 18 dicembre 1938. Nata come casa del fascio, fu utilizzata per vari scopi nel corso degli anni, fu tra le altre cose sede della Pretura sino agli anni settanta. Oggi ospita alcuni uffici comunali.
- Teatro Centrale (1938 - architetto Gustavo Pulitzer-Finali[63]): situato in piazza Roma, a lungo fu utilizzato anche come cinema.

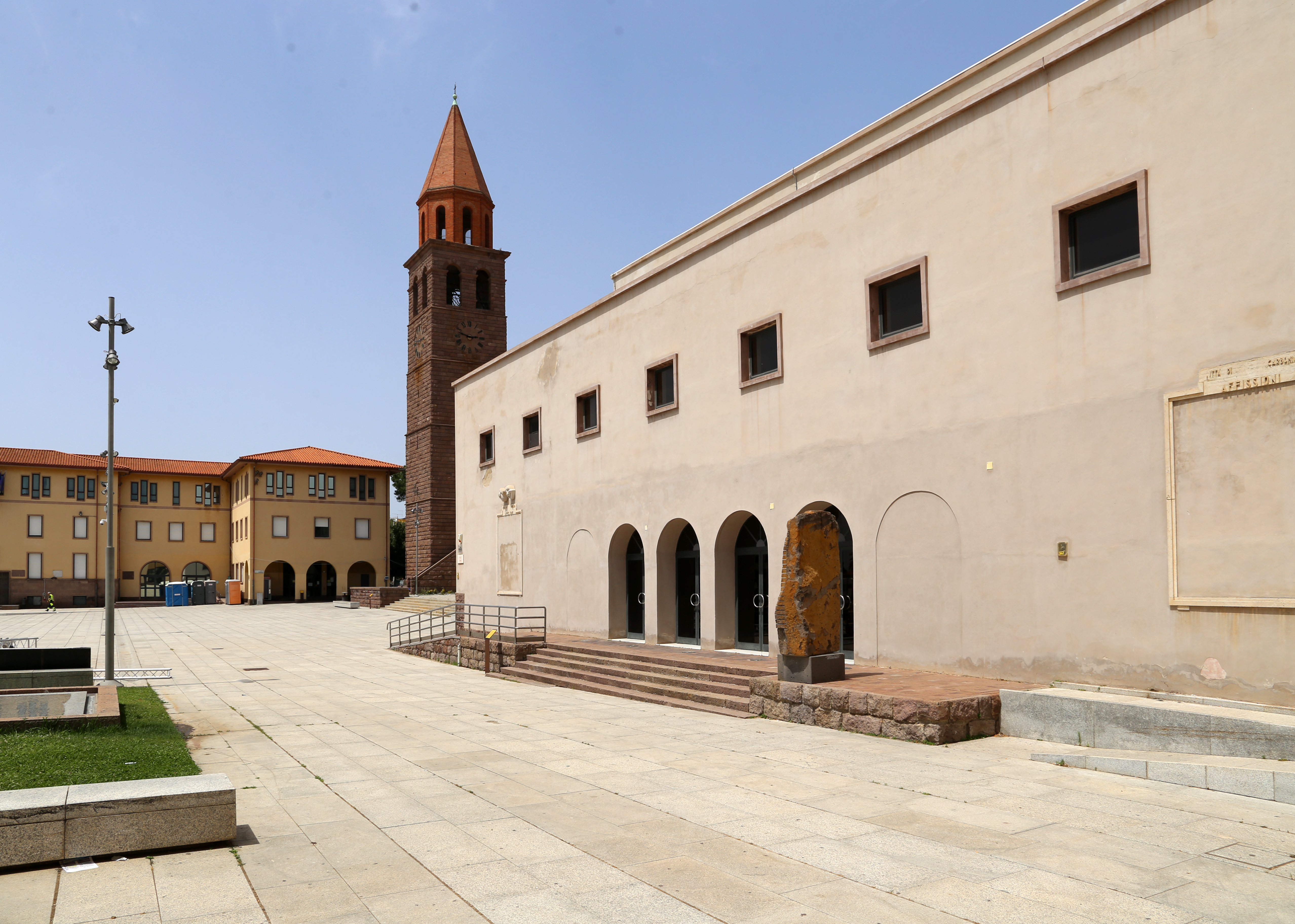
Il teatro Centrale

- Dopolavoro Centrale (1938 - architetto Gustavo Pulitzer-Finali[64]): situato tra la torre Civica e il teatro Centrale, questo edificio a due piani si caratterizza per un porticato architravato[64]. Ristrutturato negli anni duemila, ospita tra l'altro la sala del consiglio comunale.
- Palazzo Municipale (1938 - ingegner Cesare Valle e architetto Ignazio Guidi[65]): occupa il lato ovest della piazza Roma.
- Villa Sulcis (1938 - architetto Eugenio Montuori[66]): fu la residenza di servizio del direttore delle miniere cittadine. Realizzata in stile razionalista[66] all'interno dell'omonimo parco (a sua volta progettato da Pietro Porcinai[66]), ospita oggi l'omonimo museo archeologico.
- Scuola Nord o liceo classico (1938): situato in via Brigata Sassari
- Asilo infantile (1938): situato in via Brigata Sassari
- Scuola Sud ora scuola media Satta (1938): situato in via della Vittoria
- Albergo Centrale (1938 - architetto Eugenio Montuori[67]): ubicato in via Fosse Ardeatine
- 10 alberghi operai (1937 - 1939, architetto Gustavo Pulitzer-Finali): ubicati in via Umbria, via Costituente e via Mazzini
- Cine-Dopolavoro-Torretta comunitaria (1938 - architetto Gustavo Pulitzer-Finali e aiuti): ubicato in piazza S. Barbara a Bacu Abis
- Dopolavoro rionale Nord o Rosmarino (1938 - architetto Gustavo Pulitzer-Finali e aiuti): ubicato in piazza Primo maggio
- Dopolavoro rionale in seguito parrocchia San Giovanni Bosco (1938 - architetto Gustavo Pulitzer-Finali e aiuti): ubicato in via Coghinas
- Dopolavoro rionale (1938 - architetto Gustavo Pulitzer-Finali e aiuti): ubicato in piazza Marinai d'Italia
- Dopolavoro rionale Sud (1938 - architetto Gustavo Pulitzer-Finali e aiuti): ubicati tra via della Vittoria e via Mazzini
- Albergo operaio tipo "R" (1939 - architetto Eugenio Montuori): ubicato in piazza Repubblica[68]
- 2 edifici tipo "L" (1939 - architetto Eugenio Montuori[69]): ubicati tra piazza Repubblica e via Costituente e caratterizzati dalla presenza di archi negli accessi ai locali a pian terreno[69], rappresentavano in origine una sorta di porta di accesso al centro cittadino per chi proveniva dalla miniera[69]
- Palazzo CeVa (o Ce.Va) (1940 - architetto Eugenio Montuori, con aiuti dei tecnici Ceppi e Varsi, da cui il nome): ubicato in piazza Iglesias
- Isolato e rione palazzoni di Serbariu (1940 - architetto Eugenio Montuori e aiuti): ubicati tra via Sanzio e via Manzoni
- Stadio Comunale “Carlo Zoboli”, già Campo Sportivo della G.I.L. (Gioventù Italiana del Littorio) denominato Costanzo Ciano (1939 - architetto Cesare Valle e aiuti): ubicato tra via Stazione e via Costituente
- Complesso ex Nucleo Carabinieri, in seguito sede della giunta della ex provincia di Carbonia-Iglesias (1940): ubicato in via Fertilia
- Direzione della miniera o villa di Anselmo Roux (casa padronale di fine ottocento): via Pietro Micca a Bacu Abis
- Portici di Piazza Venezia (1940-1942, architetto Saverio Muratori): piazza centrale di Cortoghiana porticata e con edifici a portici
- Stazione di Carbonia Serbariu, nota anche come centro intermodale di Carbonia, stazione ferroviaria e per autolinee, inaugurata nel 2011 e progettata dagli architetti svizzeri Willi Hüsler e Luigi Snozzi e dall'italiano Antonello Sanna. Si caratterizza per il porticato del suo fabbricato principale.

### Miniere

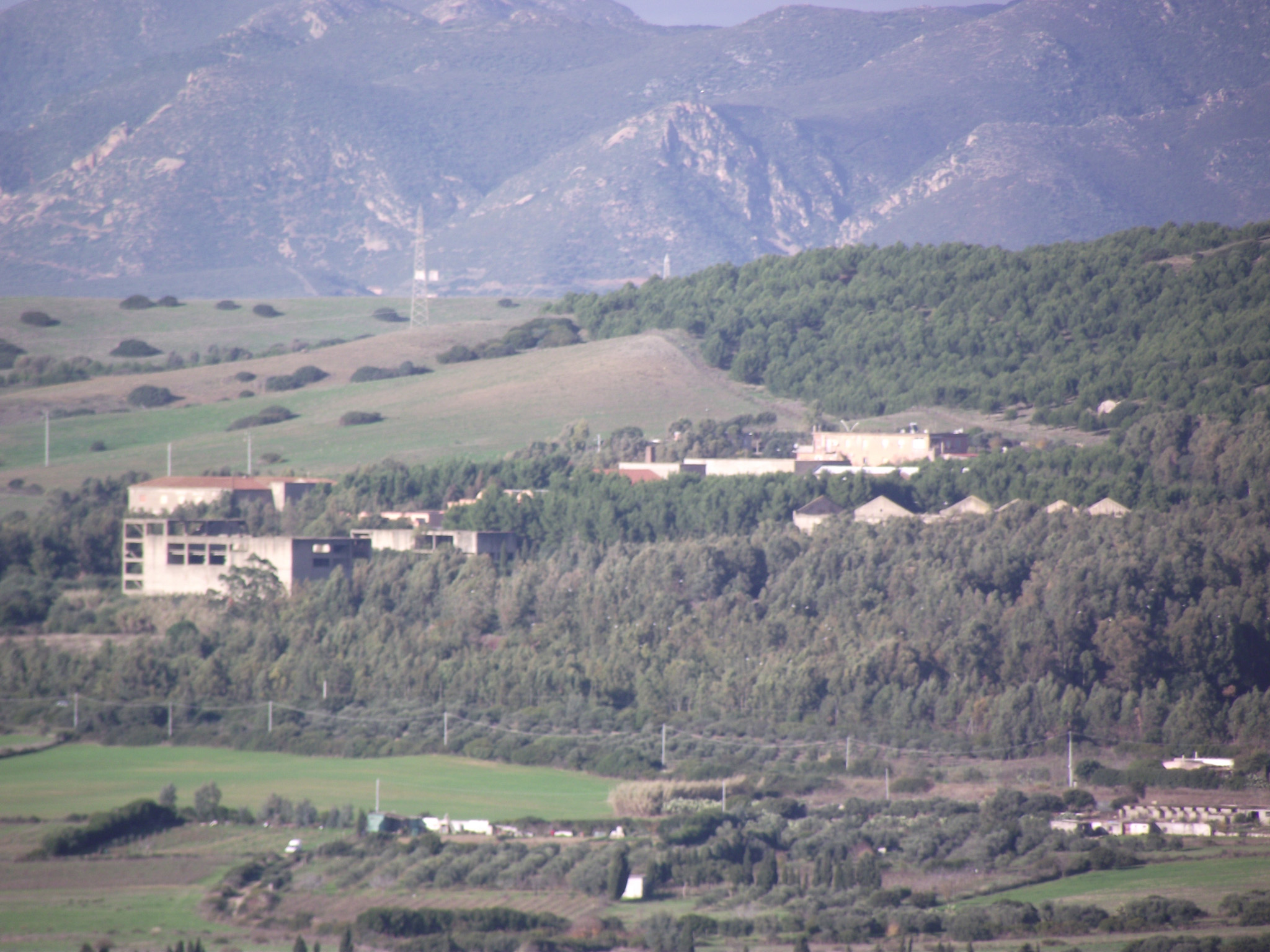
I resti delle strutture della ex miniera carbonifera di Cortoghiana.

Gli impianti minerari del bacino carbonifero del Sulcis, si trovavano per la maggior parte nel territorio di Carbonia alcuni dei quali riconvertiti ad uso museale o come siti di memoria collettiva dell'epoca mineraria.
Nel territorio comunale di Carbonia erano attive le seguenti miniere dismesse con estrazione soprattutto di carbone, ma anche di diversi tipi di minerali:
- Località di Terra Segada, area del primo giacimento carbonifero di Cannamenda, vicino al casale di Medau Brau, che poi fu concessione mineraria di Terra Segada oggetto di ricerche ed esplorazioni.
- Miniera di Bacu Abis: nell'omonimo giacimento carbonifero, con gli impianti estrattivi di pozzo Roth, pozzo Emilio, pozzo Castoldi, pozzo Nuovo, e col vecchio edificio minerario “impianto vagliatura”.
- Miniera di Caput Acquas e di Piolanas Nord, situato nell'omonimo giacimento di Caput Acquas (o Piolanas Sud): con gli impianti estrattivi di pozzo Caput Acquas, pozzo Tolmetta, pozzo Zara, pozzo Is Piras, pozzo D, e in quello di Piolanas Nord: pozzo Piolanas.
- Concessione mineraria di Barbusi: vecchie esplorazioni di ricerca.
- Complesso della Miniera di Serbariu: nel giacimento carbonifero di Serbariu - Nuraxeddu con gli impianti estrattivi di pozzo 1, pozzo 2, pozzo 3, pozzo 4, pozzo 5, pozzo 6, pozzo 7, pozzo Nuraxeddu Vecchio, pozzo del Fico. È stata la principale miniera del bacino carbonifero del Sulcis (le cui due torri costituiscono di fatto uno dei simboli della città), chiusa negli anni sessanta, ospita oggi il Centro Italiano della Cultura del Carbone, con il Museo del Carbone che illustra la storia del carbone, delle miniere e dei minatori. È possibile inoltre visitare la galleria sotterranea.
- Miniera di Sirai, nel giacimento carbonifero di Sirai - Schisorgiu con gli impianti estrattivi di pozzo 8, pozzo 9, pozzo 10, pozzo 11, pozzo 12, pozzo Sirai, pozzo Tanas, pozzo Schisorgiu, pozzo Vigna, pozzo Barbusi, pozzo Nuraxeddu Nuovo.
- Complesso della miniera di Cortoghiana, nel giacimento carbonifero di Cortoghiana Nuova, diversi edifici ed impianti estrattivi vicino all'omonima frazione: Cortoghiana Vecchia, pozzo Est, Cortoghiana Nuova - pozzo 1, Cortoghiana Nuova - pozzo 2, direzione Mineraria e cippo commemorativo in pietra, officine meccaniche, magazzini, centrale elettrica e laveria.
- Miniera carbonifera di Terra Niedda già conosciuta come Littòria Quinta: pozzo 1, pozzo 2.
- Miniera di Serra Lurdagu, a monte Leone, dove l'attività mineraria prevalente fu la barite, ma altri minerali estratti furono argilla, blenda, calamine, calcite, cerussite, galena, limonite, marcasite e altro.
- Miniera di Barbusi. L'estrazione mineraria prevalente fu la barite, con altri minerali come calcite e galena.
- Miniera di monte Spina a Sirri. L'attività estrattiva mineraria prevalente fu piombo, galena argentifera, zinco e ferro. Il giacimento minerario fu scoperto nel 1900 e dato in concessione alla Società Vieille Montagne.
- Miniera di Corona Sa Craba. Nel monte sopra Barbusi si trova questa miniera dismessa con attività estrattiva prevalente della barite.
- Miniera di monte Tasua. L'estrazione mineraria prevalente fu la barite e la galena.
- Miniera di Medau Is Friagius - Santu Miali - Case Garanzeis. L'estrazione mineraria fu blenda, galena argentifera, malachite.

### Altro

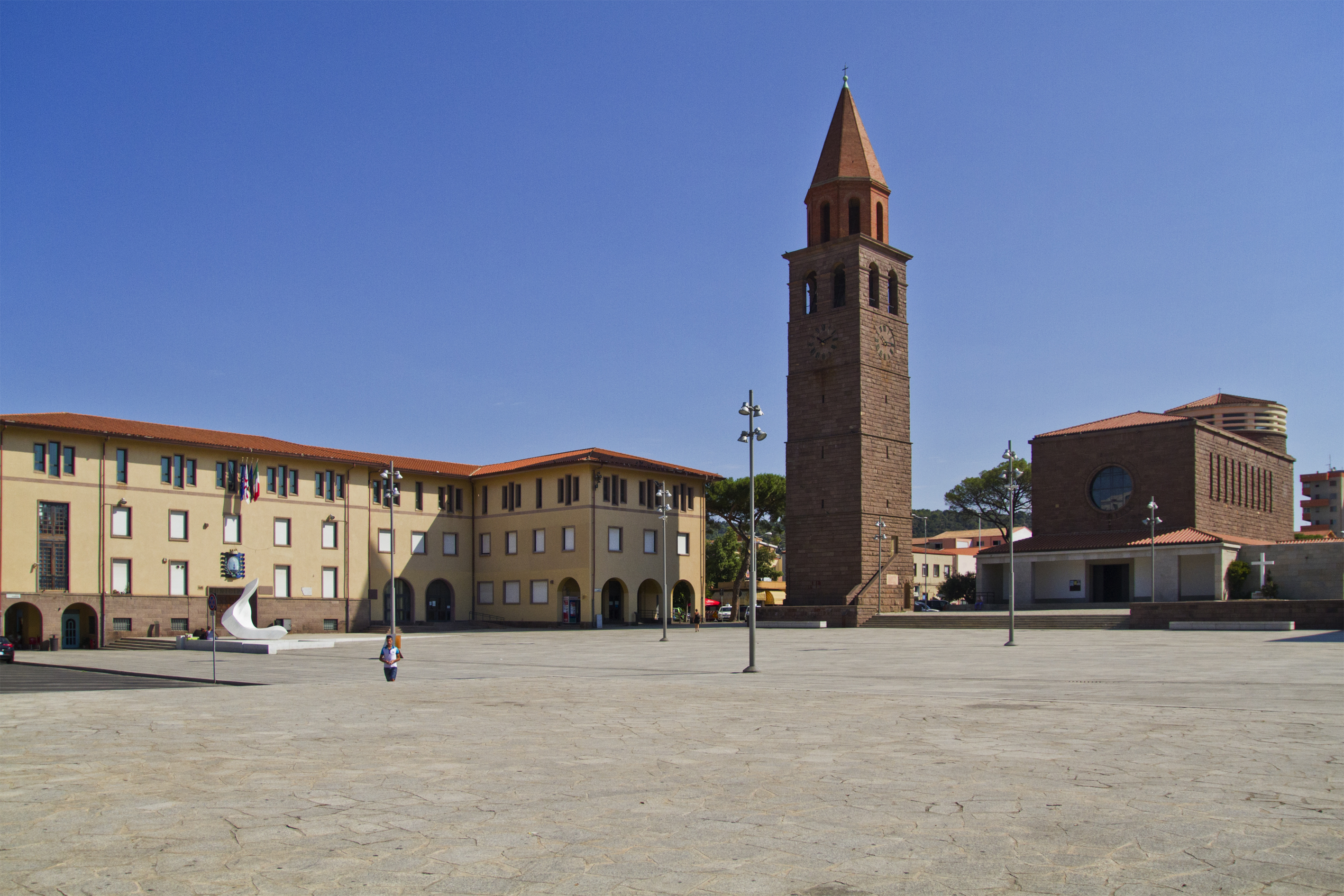
Piazza Roma, con la statua Frammento di Vuoto I, il palazzo municipale e la chiesa di San Ponziano con relativo campanile

- Piazza Roma: Tipico esempio di architettura fascista, è il cuore sociale della città[70]. Sorge sul monte Fossone e ospita buona parte degli edifici della vita pubblica cittadina. Nata col concetto di area per le adunate e con una visione panoramica verso sud[70], venne ristrutturata negli anni duemila con la rimozione della strada interna creata nel dopoguerra e il rifacimento della pavimentazione e degli arredi urbani. Nel 2007 uno studio di 5 università europee l'ha inserita tra le 60 piazze più vivibili d'Europa[71].
- Via Crucis (1938): Quadri lignei di Eugenio Tavolara nella chiesa di San Ponziano.
- Santa Barbara (1938): Statua in marmo bianco di Carrara di Gavino Tilocca collocata dal 1994 nel chiostro della chiesa di San Ponziano.
- Bassorilievo allegorico marmoreo (1939), denominato ufficialmente e semplicemente "Fregio": Bassorilievo di Venanzo Crocetti, nell'ex sacrario della torre Civica.
- Nascita imperiale di Carbonia (1938): Quadro futurista di Corrado Forlin, nell'ex sala udienze (o del Direttorio) della torre Civica.
- Frammento di Vuoto I (2005[72]): Una delle ultime sculture realizzate da Giò Pomodoro prima della sua morte, si trova davanti al palazzo del comune in piazza Roma. È formata da un grande blocco di marmo bianco di Carrara, con dinanzi una vasca d'acqua a pianta rettangolare.
- Pietra sonora: Statua di Pinuccio Sciola, in grado di produrre particolari suoni se strofinata in una certa maniera, situata davanti all'ingresso del teatro Centrale.

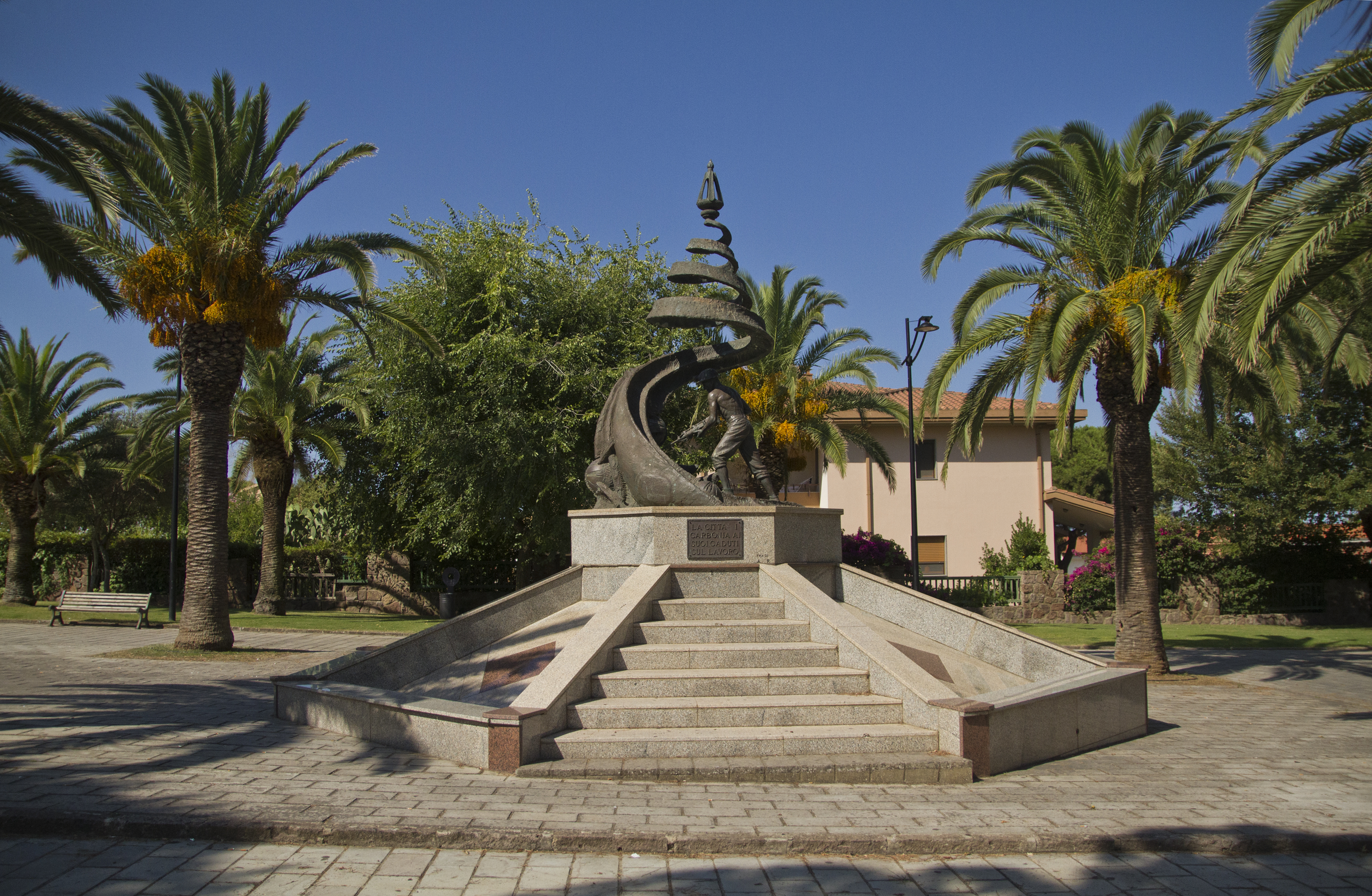
Il Monumento al Minatore

- Fontana dei giardini pubblici (1955): situata nei giardini pubblici tra piazza Roma e via Roma, fu costruita su progetto di tre tecnici comunali (Nanni Loi, Dario Sigon e Carlo Tassi) utilizzando la pietra di trachite della distrutta fontana presente in origine davanti al palazzo municipale.
- Monumento al Minatore (1988): Situata nei giardini pubblici tra piazza Roma e via Roma, questa statua in bronzo di Giuseppe Vasari fu posta in occasione del cinquantenario della fondazione della città a ricordo dei propri minatori.
- Monumento ai Caduti: Statua posta in piazza Rinascita in onore dei caduti delle guerre, realizzata dallo scultore Franco d'Aspro nel 1954.
- Madonnina del Minatore: Statua della Beata Vergine dell'Addolorata posta sulla sommità del colle di monte Rosmarino, realizzata dallo scultore Franco D'Aspro.

### Aree naturali

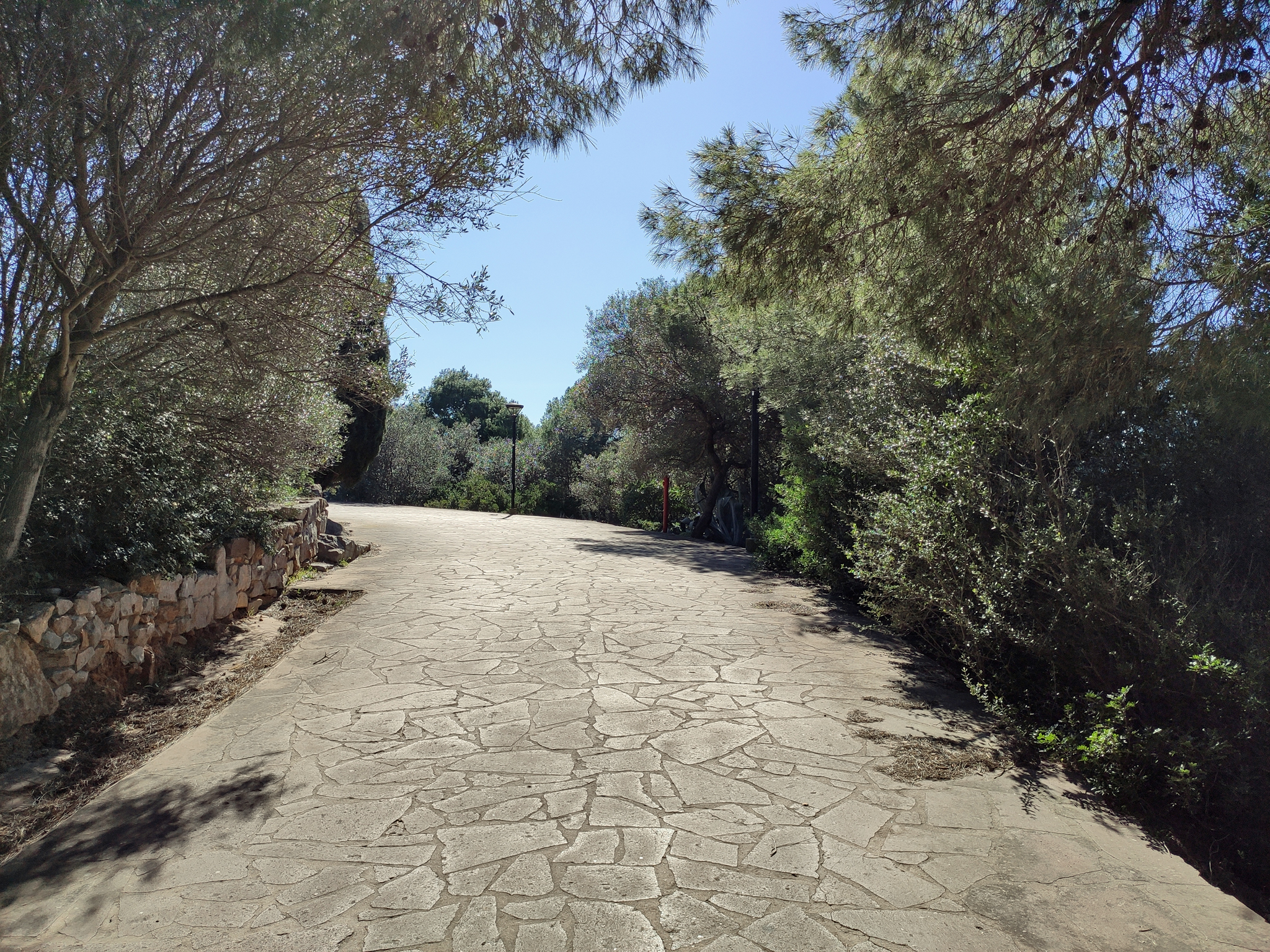
Viale interno del parco di Monte Rosmarino

- Monte Rosmarino: piccolo colle (164 metri) inglobato nel tessuto urbano, è la principale area verde cittadina. Dotato di una vasta pineta frequentata dagli amanti del jogging e di un'area giochi per bambini, in cima ospita una statua dedicata alla Madonna del minatore, anch'essa realizzata da Franco d'Aspro.
- Pineta Nord di Cortoghiana: area verde sistemata soprattutto a pini con resti nuragici e domus de janas.
- Pineta Sud di Cortoghiana: area verde sistemata soprattutto a pini.
- Area ambientale della valle del rio Anguiddas: Is Arrùs de Riu Anguiddas e S'Ega de Is Elmas, area verde con lecci secolari sopra la valle di rio Anguiddas ricca di domus de janas, tra Cortoghiana e Nuraxi Figus.
- Pineta di Bacu Abis: area verde sistemata soprattutto a pini.
- Olivastro millenario di Barbusi.
- Area naturalistica di Is Pireddas: area con vegetazione tipica di macchia mediterranea.

## Società

### Evoluzione demografica

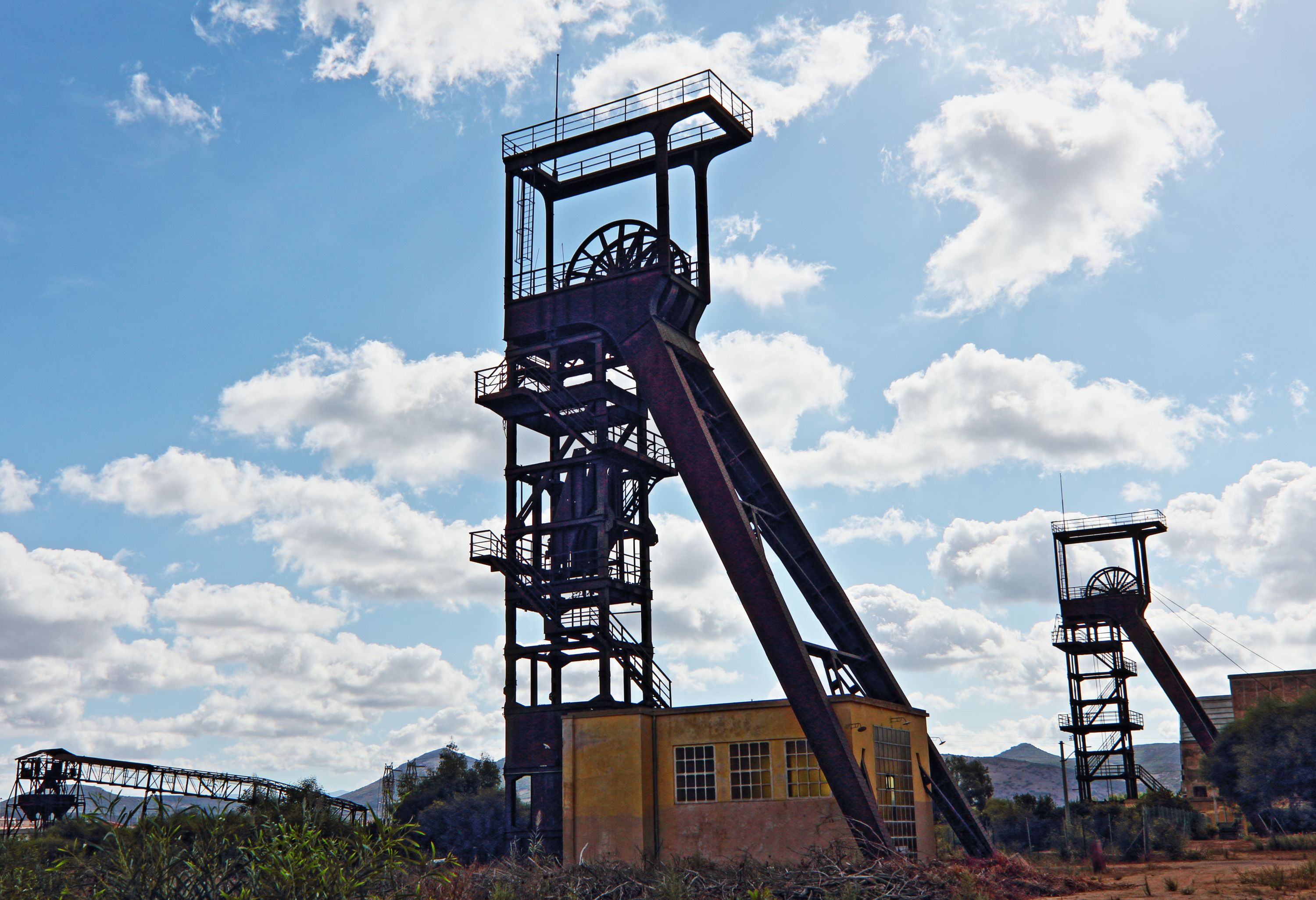
Il numero di abitanti di Carbonia nei primi decenni della sua storia è stato strettamente legato all'andamento dell'attività delle miniere cittadine, in particolare di quella di Serbariu.

Gli abitanti di Carbonia sono denominati carboniensi, a volte carboniesi (in sardo carbonièsus o carboniàntis). La caratteristica particolare di questo comune è costituita dal fatto che ha una popolazione originaria eterogenea proveniente da diverse zone della Sardegna e d'Italia, inizialmente dai centri di tradizione mineraria. Numerose comunità di origine abruzzese, calabrese, emiliana, friulana, lucana, marchigiana, pugliese, siciliana, toscana, umbra, veneta e di altre parti d'Italia si sono stabilite nel comune: molte delle province italiane sono, o sono state, qui rappresentate, comprese quelle della regione giuliano-istriana e quarnerina, con famiglie provenienti dalle città e province di Pola, di Fiume e di Trieste, in particolare dai comuni di Albona, Arsia, Fasana, Gallignana, Pisino, Sanvincenti. Le provincie non sarde più rappresentate nel 1938, anno di fondazione, erano quelle di Chieti con 291 individui, Pesaro con 275, Potenza con 224, Treviso con 157, Belluno con 141 e Caltanissetta con 111.
A livello demografico il popolamento Carbonia ha avuto un andamento oscillante, legato allo sviluppo produttivo delle attività carbonifere, con rapidi incrementi in pochi anni fino a far diventare la città il terzo comune più popolato della Sardegna (con quasi 60 000 abitanti domiciliati), dopo Cagliari e Sassari, e il primo centro di fondazione autarchica d'Italia per popolazione fino agli anni sessanta. Fotografa bene quel periodo il detto popolare diffuso in Sardegna si calincunu perdit unu fillu, de siguru ddu agatat in Carbonia (se qualcuno perde un figlio, di sicuro lo ritrova a Carbonia).
Dagli anni sessanta in avanti invece il numero di abitanti di Carbonia fece registrare continui e progressivi decrementi a causa dell'emigrazione, dovuta in gran parte alla quasi completa chiusura del bacino carbonifero e dei relativi impianti minerari, con la riduzione del personale addetto e alla diminuzione delle attività estrattive del carbone. Così, si passò da circa ventimila lavoratori a poco più di un qualche centinaio di dipendenti dell'azienda carbonifera, rimasti nelle ultime due miniere di carbone rimaste al tempo attive, ubicate però nel vicino comune di Gonnesa, fuori dal territorio comunale carboniense. 
Con la crisi economica che ha colpito il territorio dagli anni novanta in poi, Carbonia ha subito un progressivo calo demografico che l'ha portata negli anni duemila al di sotto della quota 30 000 abitanti. Ciò nonostante facendo riferimento ai dati del censimento generale della popolazione e delle abitazioni 2011 Carbonia era l'ottavo comune in Sardegna per numero di abitanti.
Nel grafico sotto riportato, per i censimenti precedenti alla fondazione del comune il dato della popolazione tiene conto di coloro che ebbero residenza nell'odierno territorio comunale carboniense, che apparteneva allora ai comuni di Serbariu, di Iglesias e di Gonnesa.

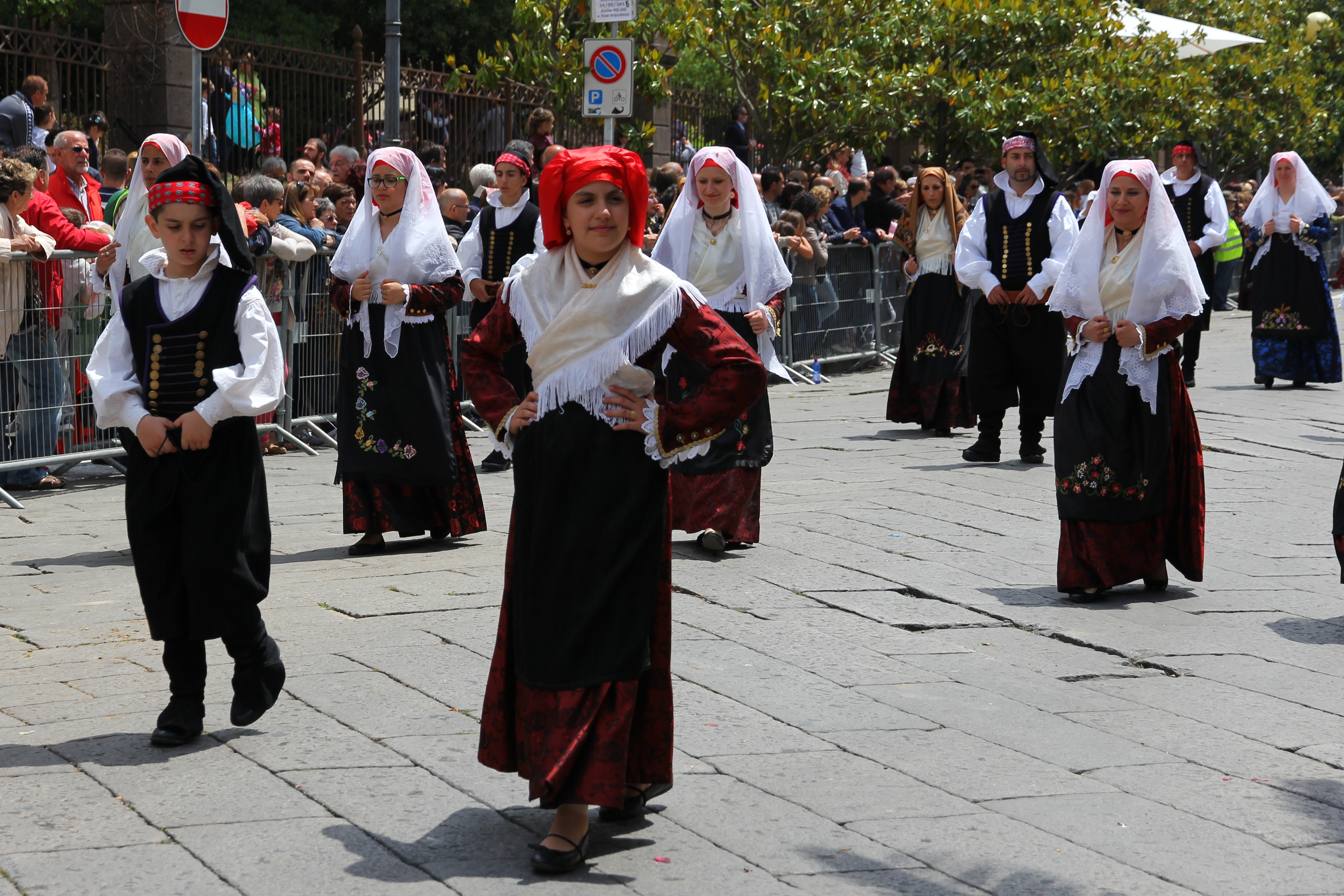
Il costume tradizionale di Serbariu: date le origini della città, l'aspetto culturale locale è portato avanti soprattutto nel borgo originario e nella frazione di Barbusi

Abitanti censiti

### Etnie e minoranze straniere
Riguardo agli stranieri presenti in città, al 31 dicembre 2023  risiedevano nel comune 429 cittadini non italiani, pari ail'1,65% della popolazione.
Le nazionalità maggiormente rappresentate risultavano essere
- Romania, 106
- Cina, 49
- Senegal, 39
- Serbia, 33
- Marocco, 31

### Lingue e dialetti
Le origini di Carbonia, popolata agli albori anche da famiglie provenienti dall'Italia continentale, ne fanno un comune diverso rispetto a tutti gli altri della Sardegna; ciò è il motivo per cui in questa città (con la eccezione del borgo originario di Serbariu) non esiste un dialetto propriamente locale della lingua sarda, ma un italiano regionale aventi sue caratteristiche espressioni gergali, costituendo necessariamente una sorta di lingua franca che consentì la comunicazione fra loro delle diverse comunità presenti nel comune, benché ora siano più omogenee e meno divise rispetto al passato. Il sardo di variante campidanese-sulcitana rimane comunque, oltre all'italiano, la lingua più diffusa e compresa, benché sia ormai relegata ad esclamazioni, espressioni gergali o all'ambito familiare: è poco parlata anche tra gli stessi sardi nativi residenti in città.

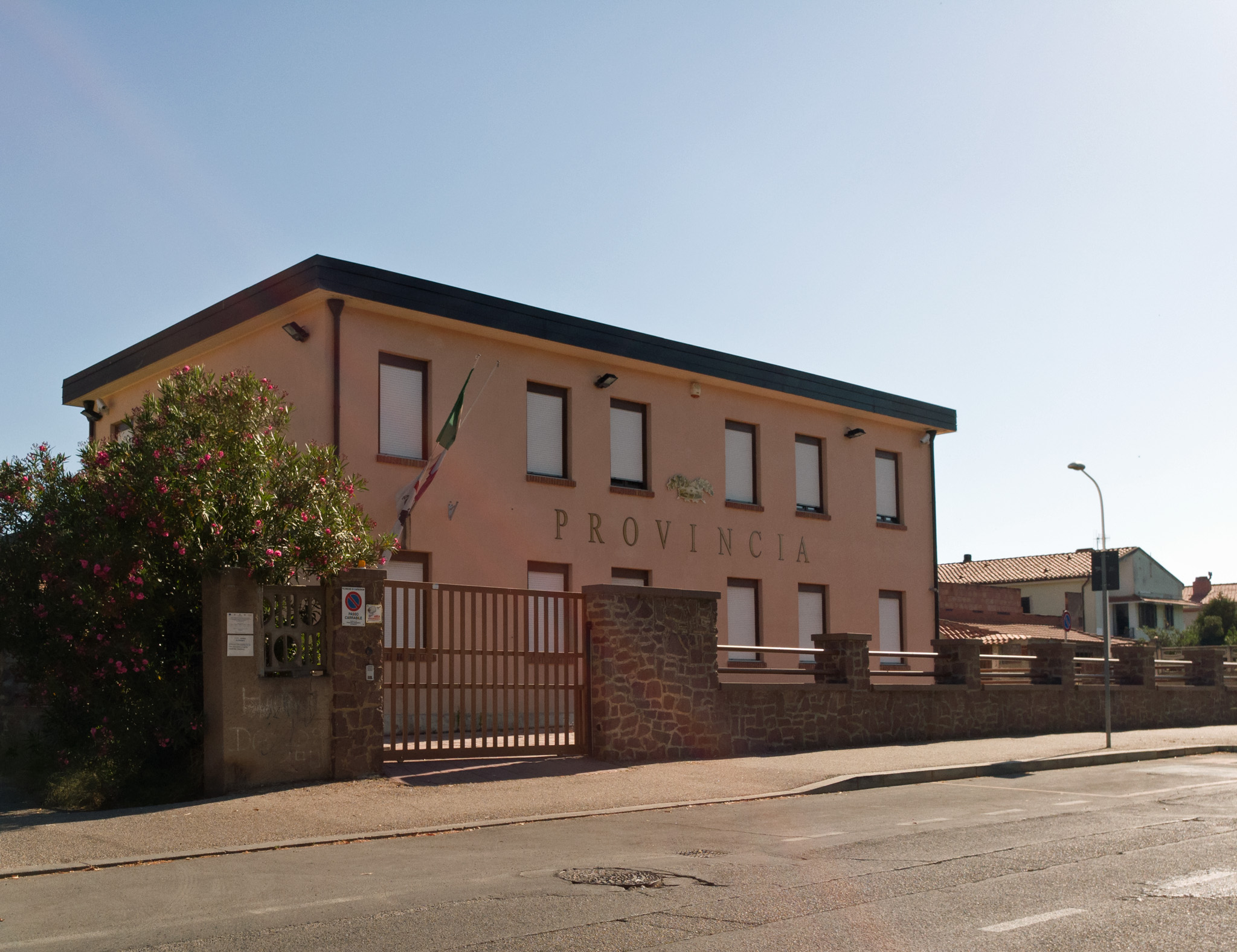
Il palazzo della Provincia del Sud Sardegna di via Mazzini, già sede della ex Provincia di Carbonia-Iglesias. La struttura in origine era uno dei numerosi alberghi operai presenti in città.

### Istituzioni, enti e associazioni
Carbonia ospita la sede legale della provincia del Sud Sardegna, posta in via Mazzini.
A Carbonia ha inoltre sede l'ospedale Sirai. Situato nella periferia nord della città, è uno dei due nosocomi attivi nel Sulcis-Iglesiente.

## Cultura

### Archivi e biblioteche
- Biblioteca comunale Pietro Doneddu: intitolata all'ex sindaco cittadino, si trova in viale Arsia, all'interno del parco di Villa Sulcis. Sono presenti anche sedi periferiche nelle ex sedi circoscrizionali di Cortoghiana, Bacu Abis, Is Gannaus e Barbusi.
- Mediateca comunale: viale Arsia (parco Villa Sulcis)
- Archivio storico locale e demoantropologico: ubicato nei locali della torneria, delle forge e della falegnameria della miniera di Serbariu, ospita documenti e foto storici su Carbonia, sul suo bacino carbonifero e su quello omologo dell'Arsa.
- Spazio EX-DI' - La Fabbrica del Cinema: nella vecchia e dismessa palazzina della direzione amministrativa della miniera di Serbariu è ospitato un archivio audiovisivo, cinematografico e fotografico.

### Ricerca
- Centro di ricerca per lo sviluppo delle tecnologie energetiche pulite: localizzato nell'ex magazzino materiali della miniera di Serbariu, nasce da un accordo di partenariato fra l'amministrazione comunale e la Sotacarbo SpA, con un primo progetto di ricerca riguardante le tecnologie dell'idrogeno.

### Scuole
Tra la città e le sue frazioni sono presenti 7 scuole dell'infanzia, 9 scuole primarie, 5 scuole secondarie di primo grado e 5 scuole secondarie di secondo grado (di cui un liceo classico e linguistico, uno scientifico, due istituti tecnici e uno professionale). Oltre a queste scuole statali, è attiva il Polo Didattico 0-6 San Domenico (con un nido, una sezione primavera e una scuola dell'infanzia paritaria) gestita dalla San Domenico ETS, mentre le suore Orsoline di San Girolamo gestiscono una scuola dell'infanzia, una primaria e una secondaria di primo grado parificate.

### Musei

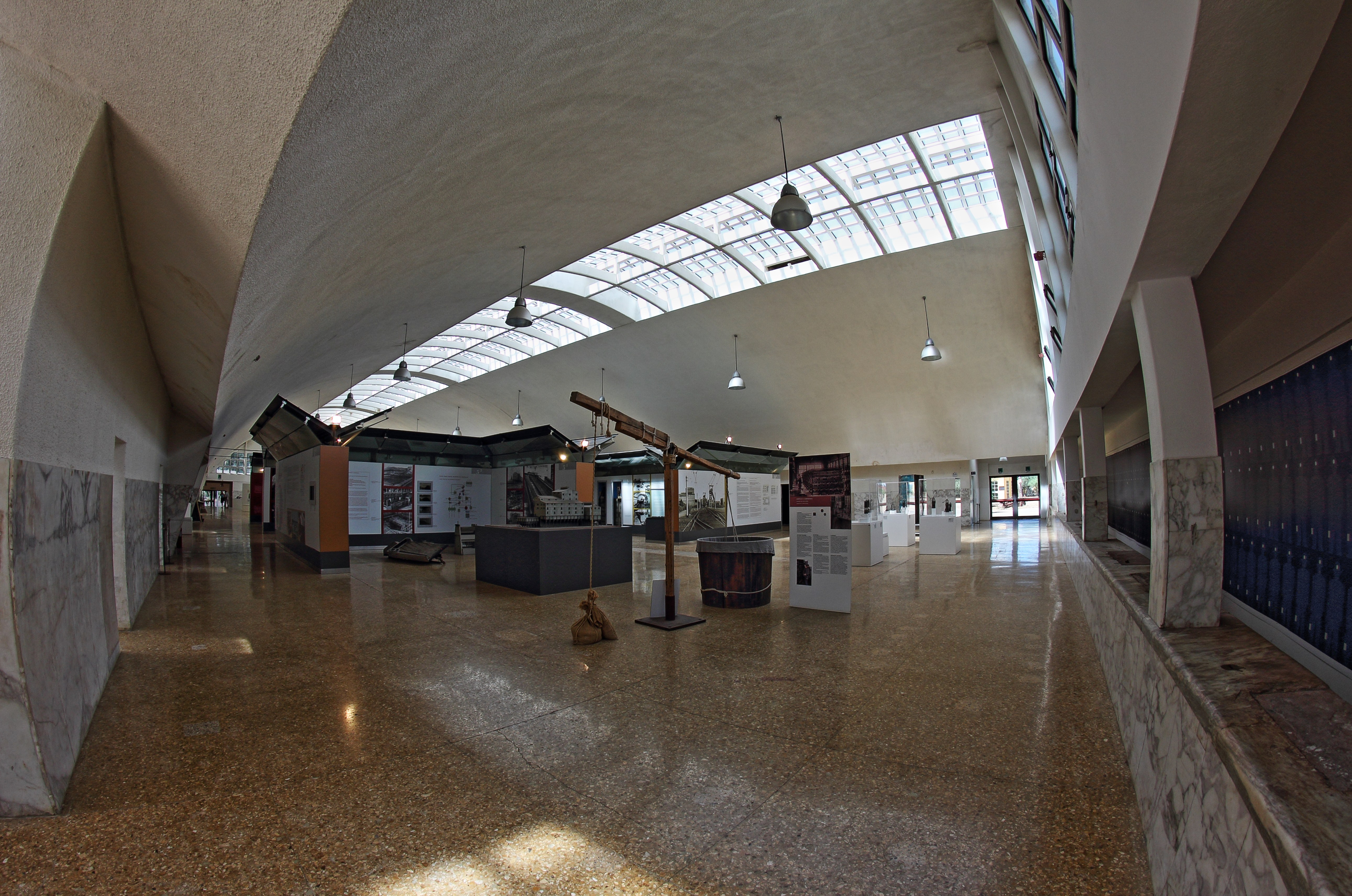
Interno del museo del carbone, ospitato nella ex lampisteria della miniera di Serbariu

- Museo archeologico di Villa Sulcis: sito nel parco di Villa Sulcis, ospita vari reperti rinvenuti nei siti archeologici della città e delle vicinanze.
- Museo dei paleoambienti sulcitani Edouard Alfred Martel:  museo paleontologico e speleologico sito nelle ex officine meccaniche della miniera di Serbariu, ospita una collezione di reperti a partire dal cambriano inferiore sino al quaternario, (da 570 milioni di anni fa ad oggi). La parte centrale del piano terra ospita inoltre una sezione sulle estinzioni di massa e dei dinosauri, con reperti fossili marini e continentali relativi al Mesozoico, dove si può ammirare la riproduzione di uno scheletro di “tirannosauro” a grandezza naturale e il fossile di un ragno[79].
- Museo del carbone - Centro italiano della cultura del carbone - Grande Miniera di Serbariu
- Museo etnografico delle "attività agro-pastorali in Sardegna": raccolta di diversi materiali del mondo rurale sardo presso l'hotel-ristorante “Tanit” a Sirai.

### Media

#### Stampa
- La Provincia del Sulcis-Iglesiente

#### Radio
- Radio Carbonia
- Radio Luna
- Radio Star

#### Televisione
- Canale 40

## Geografia antropica

### Frazioni

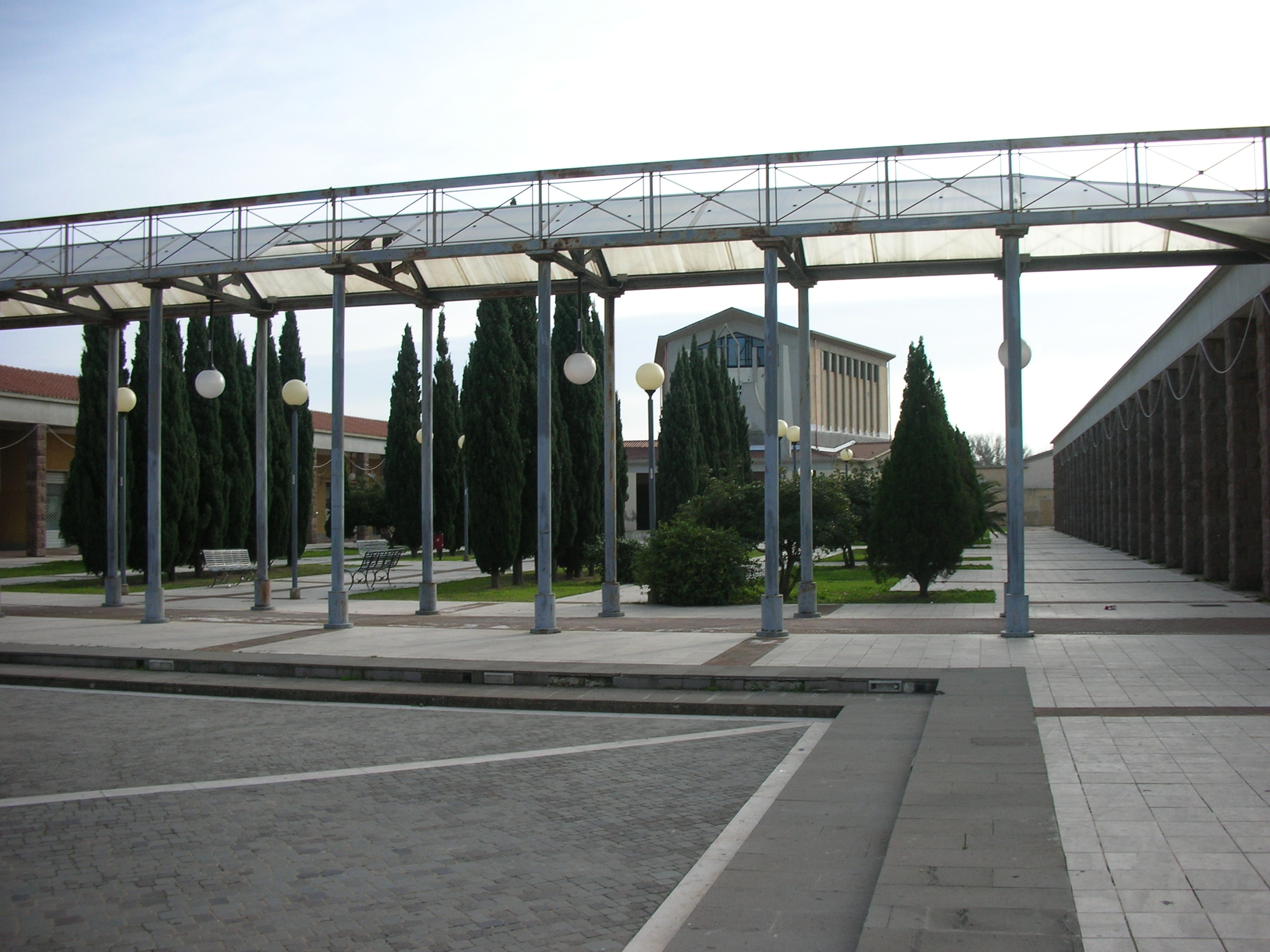
Piazza Venezia a Cortoghiana, la più popolosa delle frazioni carboniensi.

Oltre al centro cittadino, il comune di Carbonia comprende varie località distribuite al di fuori del perimetro urbano. Tra di esse, le più popolose (Bacu Abis, Barbusi, Cortoghiana, Is Gannaus e Serbariu) sino al 2011 hanno costituito delle circoscrizioni municipali extraurbane.

## Economia
Si è affermata ora a Carbonia un tipo di attività economica diversificata, dopo la chiusura di quasi tutti gli impianti del bacino carbonifero sulcitano, che la caratterizzavano con un'economia monoculturale. La città di Carbonia seppur faticosamente e lentamente, sta trovando nuovi equilibri e sviluppo nel terziario come centro di servizi non solo per il territorio del Sulcis (circa 85 000 abitanti), ma anche oltre lo stesso territorio della Sardegna sud-occidentale.
Questo sviluppo economico è limitato, però, dal fatto che Carbonia ha avuto e mantiene ancora la caratteristica di città aziendale, come Arsia in Istria e Torviscosa nel Friuli, dove, fino a qualche decennio fa, non esisteva quasi il suolo pubblico. Infatti, le strade urbane, tutti gli impianti d'illuminazione, i sottoservizi idrici e fognari appartenevano all'A.Ca.I. (Azienda Carboni Italiani), che tramite la Carbosarda gestiva e possedeva non solo tutti gli impianti produttivi e industriali dell'intero bacino carbonifero del Sulcis, ma anche quasi tutto il patrimonio immobiliare di Carbonia e delle frazioni minerarie di Bacu Abis e di Cortoghiana, dove ogni casa e ogni edificio, sia per uso abitativo o pubblico, apparteneva alla sunnominata società mineraria. Persino il Palazzo Comunale e la chiesa di San Ponziano (la prima e più importante parrocchia della città) appartenevano alla società A.Ca.I., alla quale veniva pagato, addirittura, un affitto seppur simbolico di poche lire.
In questi decenni la situazione è cambiata anche se la maggior parte del patrimonio immobiliare del Comune di Carbonia appartiene ancora a società che ebbero attività minerarie ora dismesse e hanno il loro domicilio legale fuori dalla Sardegna; oppure all'Istituto Autonomo per le Case Popolari (con sede a Cagliari), diventato ora A.R.E.A. (Azienda Regionale di Edilizia Abitativa), che possiede da molti anni e detiene ancora quasi il cinquanta per cento del patrimonio abitativo nel comune già minerario. Tutto questa situazione influisce non poco su un normale sviluppo edilizio ed economico di questa città, che si sta battendo perché la maggior parte del patrimonio immobiliare, presente nel comune carboniense, sia affrancato e restituito alla sua comunità.

## Infrastrutture e trasporti

### Strade
Carbonia è raggiungibile attraverso:
- la Statale 126, che la collega ai comuni dell'Iglesiente, a San Giovanni Suergiu e all'Isola di Sant'Antioco
- la Provinciale 2 detta "Pedemontana" che la collega al centro industriale di Portoscuso, a Villamassargia e alla Statale 130 per Cagliari
- la Provinciale 78 che la collega ai centri del Basso Sulcis.

### Ferrovie

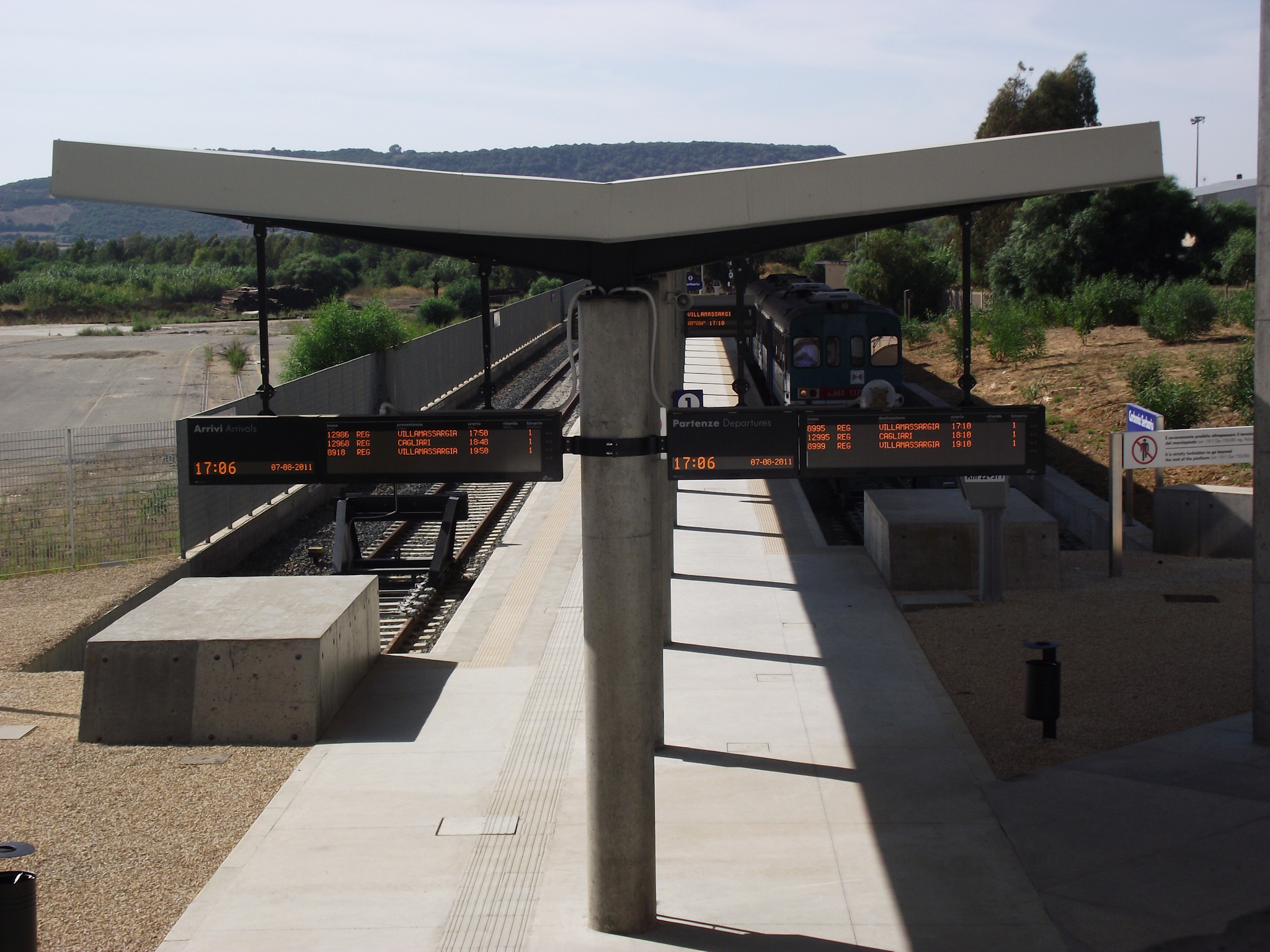
Il capolinea ferroviario di Carbonia Serbariu

Carbonia dal 1956 è capolinea della ferrovia per Villamassargia di RFI, che nella stazione di Villamassargia si congiunge con la tratta principale Iglesias-Decimomannu-Cagliari. Il capoluogo regionale dista 68 km e i tempi di percorrenza oscillano tra i 55 e gli 80 minuti, a seconda che i treni siano diretti o meno (nel secondo caso a Villamassargia si ha la coincidenza col treno per Cagliari) e dal numero di fermate intermedie. Lo scalo ferroviario cittadino per i treni passeggeri dal 2011 è la stazione di Carbonia Serbariu, progettata con caratteristiche di centro intermodale passeggeri per ospitare in una stessa struttura i capolinea dei treni e delle autolinee extraurbane.
L'originaria stazione RFI carboniense di Carbonia Stato è attiva invece per altre finalità di servizio, sebbene priva di traffico.
Sino al 1974 Carbonia era attraversata anche da un'altra ferrovia, la San Giovanni Suergiu-Iglesias, gestita dalle Ferrovie Meridionali Sarde, che permetteva di raggiungere in treno dalla città Iglesias e i comuni dell'isola di Sant'Antioco. Tali collegamenti sono oggi espletati con autolinee.

### Autolinee

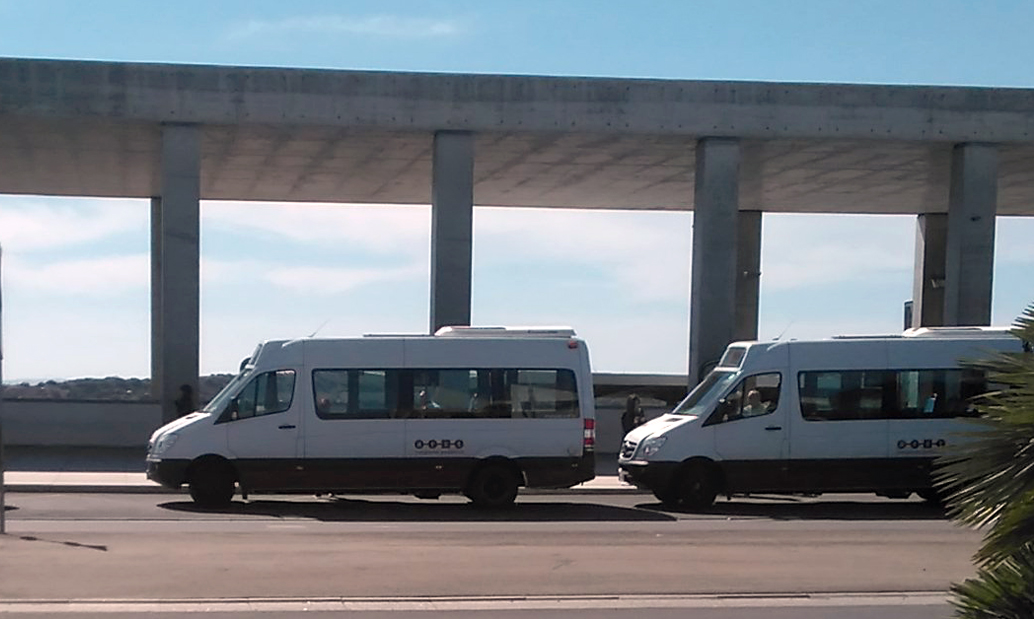
Autobus ARST in uso per le linee urbane cittadine in sosta dinanzi al centro intermodale di Carbonia Serbariu

Carbonia è collegata al resto del territorio sulcitano ed a Cagliari dagli autobus dell'ARST. La società dispone inoltre di una propria sede in città, con depositi e officine.

### Mobilità urbana
La mobilità pubblica nel centro cittadino è garantita da 2 autolinee urbane dell'ARST, che effettuano tra gli altri collegamenti con la zona del cimitero, con l'ospedale Sirai, con Serbariu, con Is Gannaus, col centro della città e con la stazione di Carbonia Serbariu.

## Amministrazione

### Gemellaggi
Carbonia è gemellata con:
- Oberhausen, dal 2002
- Behren-lès-Forbach, dal 2005
- Albona, dal 2010[81]
- Arsia, dal 2010[81]

## Sport

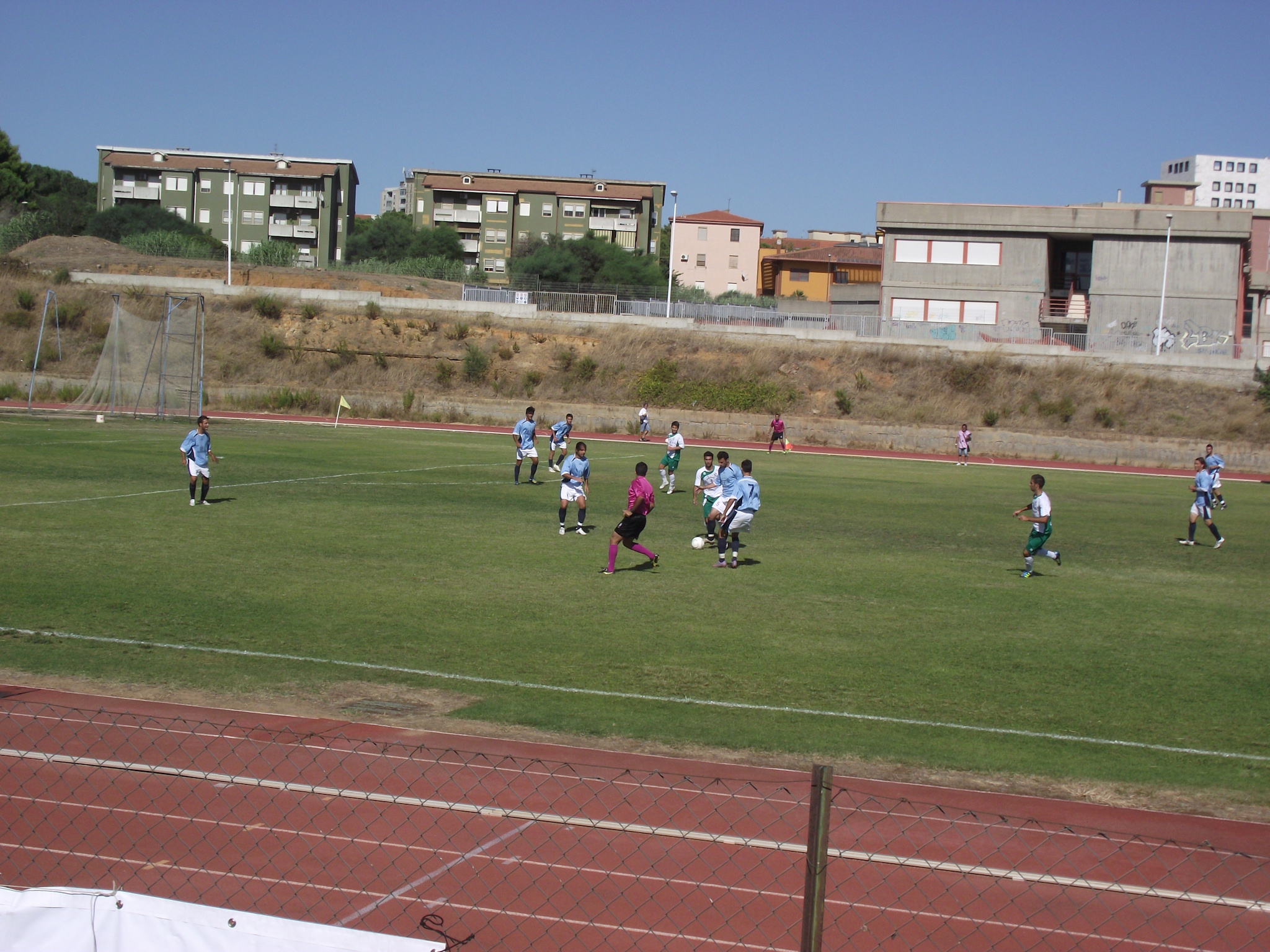
Un'azione del Carbonia (con la seconda maglia celeste) in una partita del Campionato di Eccellenza 2011-12 al campo Giuseppe Dettori

La principale squadra di calcio della città è l'A.S.D. Carbonia Calcio, che nella stagione 2020-2021 milita in Serie D e che ha all'attivo varie stagioni in Serie C. Il miglior risultato conseguito dalla squadra biancoblu è il terzo posto in Serie C 1955-1956, a un punto dalle squadre promosse in Serie B. La seconda squadra cittadina è invece l'AC Cortoghiana, rappresentante l'omonima frazione e militante stabilmente nel campionato di Promozione sardo da alcuni anni. Altre società minori, sia nella città che nelle varie frazioni, militano nei campionati inferiori e in quelli per categorie giovanili.
Varie le società attive negli altri sport, si spazia dalla pallacanestro alla pallavolo, dal rugby alla ginnastica artistica, dall'hockey su pista al tennis, sino all'atletica leggera e al nuoto (con la A.S.D. Rari Nantes Carbonia attiva a livello regionale e nazionale). Nella maggior parte dei casi le squadre competono a livello provinciale o regionale, anche se non mancano le eccezioni nella storia dello sport carboniense. Le società cittadine di pattinaggio ad esempio negli ultimi decenni hanno più volte lanciato campioni affermatisi poi a livello europeo e mondiale.

### Impianti sportivi

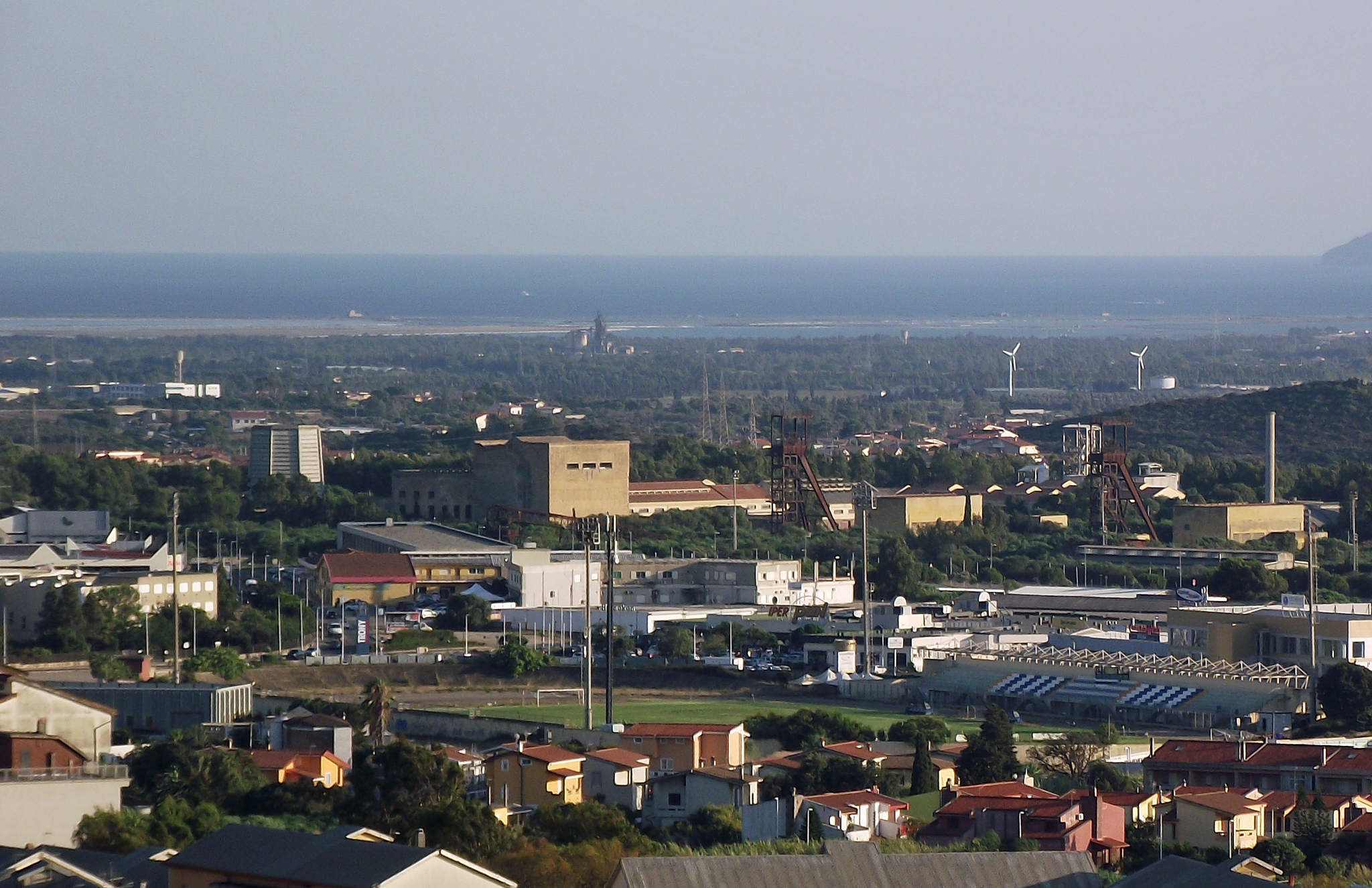
Lo stadio Carlo Zoboli visto da via Monte Fossone

- Stadio Carlo Zoboli: sito nel viale del Minatore[82], ospita le partite dell'Associazione Sportiva Dilettanti Carbonia Calcio (Eccellenza). Inaugurato il 21 maggio 1940 come Campo Sportivo della Gioventù Italiana del Littorio, fu intitolato l'anno seguente a Costanzo Ciano, per poi prendere la denominazione di stadio Comunale dalla fine del regime fascista sino al 9 settembre 2011, data in cui l'impianto è stato intitolato a Carlo Zoboli[83], giocatore simbolo del Carbonia[84] con cui giocò negli anni cinquanta e sessanta. Nel 1947 nel perimetro del campo di gioco fu costruito un velodromo, su cui corsero tra gli altri anche Fausto Coppi e Gino Bartali[84][85]. Negli anni il velodromo è stato però sempre meno utilizzato sino a cadere in disuso, anche per via del progressivo deterioramento delle due curve sopraelevate. I due rettilinei furono demoliti a fine anni sessanta[85] per far posto a una pista d'atletica in asfalto[85]. L'impianto dispone di una capacità massima di 3.500 posti[86].
- Campo comunale Giuseppe Dettori: utilizzato per atletica, rugby e calcio (in più occasioni ha ospitato le partite casalinghe del Carbonia quando lo stadio Zoboli non era disponibile), è sede del memorial Mirko Masala, meeting a livello regionale e nazionale di atletica leggera.

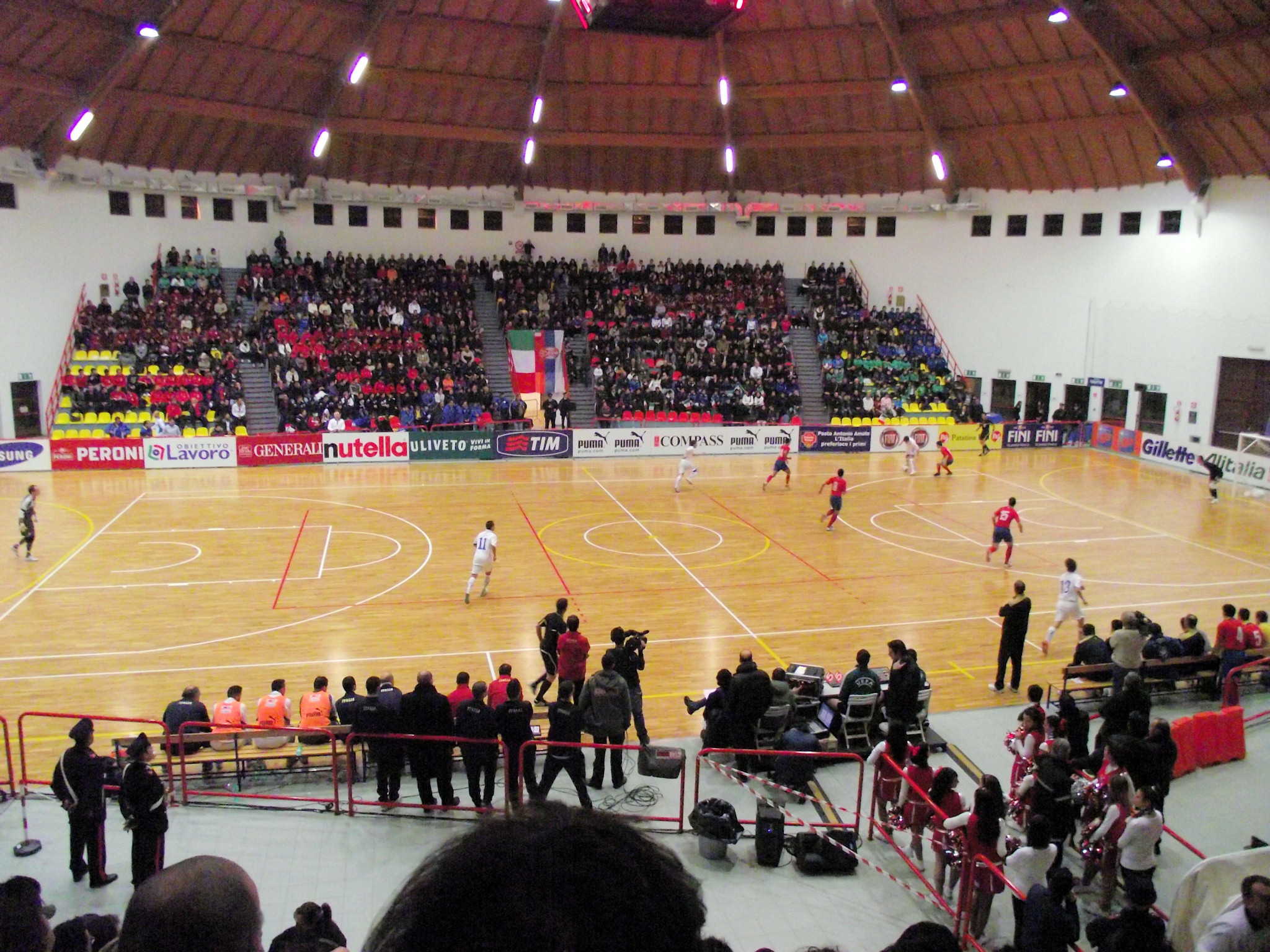
L'interno del palazzetto dello sport cittadino durante l'amichevole di calcio a 5 tra Italia e Serbia del 2011

- Palazzetto dello sport: realizzato a inizio anni 2000, è utilizzato per basket, pallavolo, calcio a 5 e per altri sport da effettuare al chiuso
- Piscina comunale: situata in via delle Cernitrici, ospita gare di nuoto e pallanuoto, in particolare quelle legate alla Rari Nantes Carbonia.
- Cittadella sportiva: compresa tra via Balilla e via dello Sport, comprende campi da tennis, una pista da hockey, un campo da calcio a 5 in sintetico, un campo multifunzionale, un pattinodromo oltre al campo Dettori.